# Президентские выборы в Беларуси (2020)
Выборы президента Республики Беларусь 2020 года (бел. Выбары прэзідэнта Рэспублікі Беларусь 2020 года) — шестые очередные выборы белорусского президента, состоявшиеся 9 августа 2020 года. Александр Лукашенко баллотировался в шестой раз и, по официальным данным, одержал победу в первом туре. Согласно ОБСЕ, имеются неоспоримые доказательства фальсификации выборов, а силовые органы применили массовые нарушения прав человека, в том числе пытки, в ответ на мирные демонстрации.
Выборы президента Беларуси 2020 года отличаются от предыдущих кампаний, в этот раз кандидатами в президенты попытались стать сразу три человека, которые не относятся к традиционной оппозиции: блогер Сергей Тихановский, дипломат и экс-глава Белгазпромбанка Виктор Бабарико и создатель Парка высоких технологий Валерий Цепкало.
ЦИК не зарегистрировал Цепкало, забраковав часть собранных за него подписей, и Бабарико, найдя несоответствия в декларации о доходах и имуществе. В итоге было зарегистрировано 5 кандидатов: бизнесмен Сергей Черечень, политический деятель Анна Канопацкая, Александр Лукашенко и Светлана Тихановская, жена Сергея Тихановского, который в итоге оказался в изоляторе. В конце июля Цепкало покинул Беларусь. Бабарико тоже не попал в кандидаты, поскольку оказался под следствием.
На фоне нерегистрации основных кандидатов предвыборные штабы Бабарико, Цепкало и Тихановской были объединены и выступили в поддержку единого кандидата — Светланы Тихановской. Представителями штаба выступили Светлана Тихановская, жена Валерия Цепкало Вероника и координатор кампании Виктора Бабарико Мария Колесникова.
Ещё одним отличием этой кампании стало широкое общественное движение наблюдателей, которые, несмотря на противодействие властей, зарегистрировали многочисленные нарушения. Сообщения о нарушениях собирались на специально созданной для этого платформе «Зубр». По данным наблюдателей, зарегистрировано 6,8 тысяч нарушений. Больше половины из них пришлись на Минск.
После оглашения предварительных официальных результатов во многих городах Беларуси начались массовые акции протеста, в первые три дня протестов более 7 тысяч человек было задержано. МВД РБ сначала отрицало проявление издевательств к задержанным во время этих акций, при этом СМИ сообщали о массовых избиениях и пытках. Позже глава МВД Юрий Караев принёс извинения в эфире телеканала ОНТ за избиение «случайных людей» и «попавших под раздачу».
23 сентября на необъявленной публично церемонии прошла инаугурация Лукашенко.

## Избирательная система

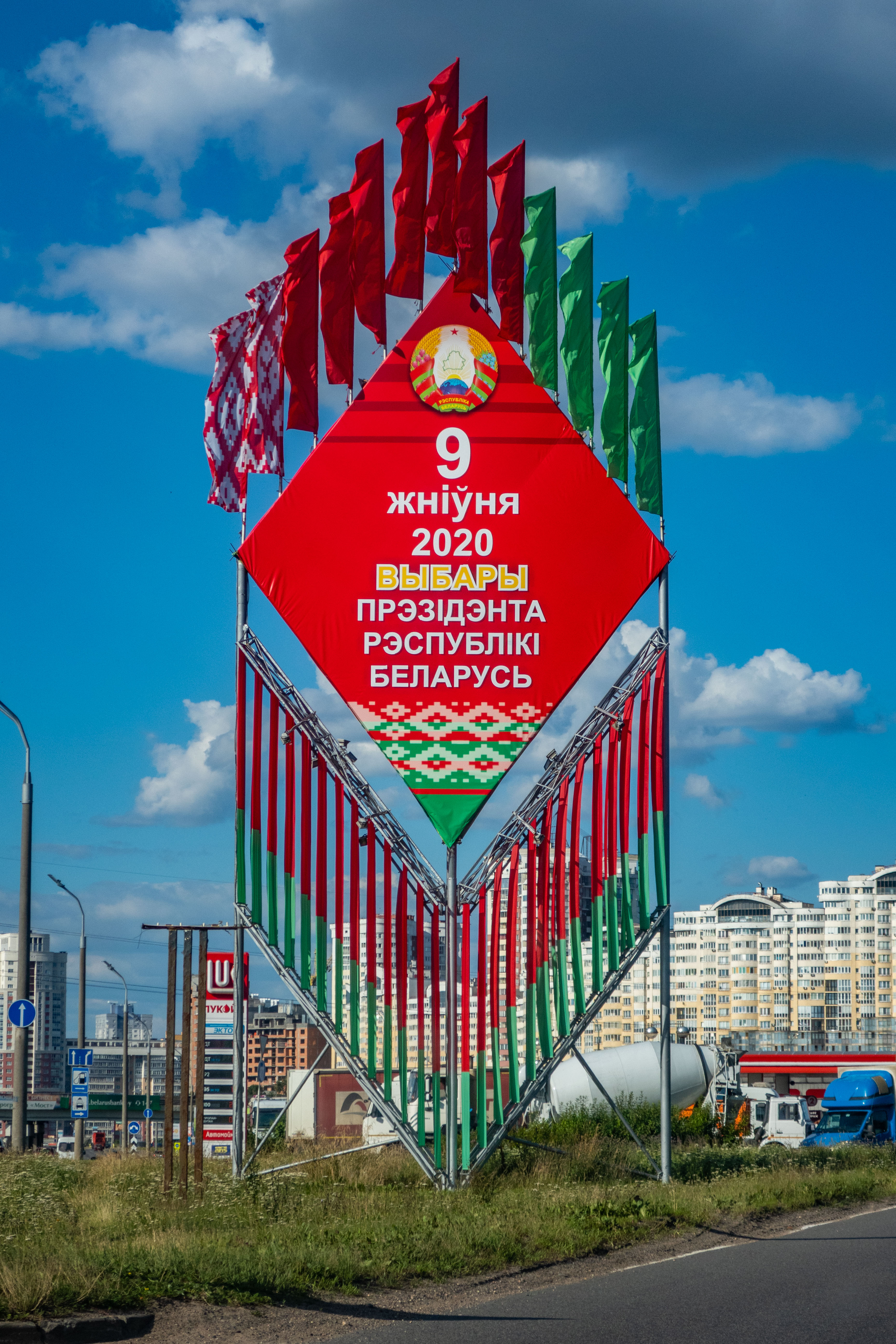
Агитационная инсталляция в Минске

Согласно статье 81 Конституции, президент избирается сроком на 5 лет и вступает в должность после принесения присяги. Выборы президента назначаются Палатой представителей после Национального собрания Республики Беларусь не позднее чем за 5 месяцев, а проводятся в воскресенье не позднее чем за 2 месяца до истечения срока полномочий действующего президента.
По состоянию на 2020 год, согласно статье 80, президентом мог быть избран гражданин Беларуси по рождению, не моложе 35 лет, обладающий избирательным правом и постоянно проживающий в республике не менее 10 лет непосредственно перед выборами (после референдума 2022 года — 40 лет и старше, 20 лет подряд перед выборами). Кандидатом в президенты не вправе быть гражданин, имеющий судимость.
Согласно статье 64, голосовать на выборах президента имеют право граждане Беларуси, достигшие возраста 18 лет и не находящиеся в местах лишения свободы или на принудительном лечении.

## Предыстория
ЦИК Беларуси отметила крайнюю дату проведения президентских выборов — 30 августа 2020 года, но окончательной стало 9 августа.

## Предвыборная ситуация

### Календарный план
|                       | Пункт плана                                                              |
| --------------------- | ------------------------------------------------------------------------ |
| Не позднее 20 мая     | Образование территориальных комиссий                                     |
| Не позднее 7 июня     | Образование участков для голосования                                     |
| Не позднее 24 июня    | Образование участковых комиссий                                          |
| 21 мая — 19 июня      | Выдвижение кандидатов в президенты (сбор подписей)                       |
| 20 июня — 4 июля      | Представление в ЦИК документов, необходимых для регистрации в президенты |
| 5—14 июля             | Регистрация кандидатов в президенты                                      |
| 15 июля — 8 августа   | Предвыборная агитация                                                    |
| 4—8 августа           | Досрочное голосование                                                    |
| 9 августа             | Выборы Президента Республики Беларусь                                    |
| Не позднее 19 августа | Установление ЦИКом итогов выборов Президента                             |

### Хронология событий

#### Май
- 8 мая — Палата представителей Национального собрания назначила дату проведения президентских выборов — 9 августа 2020 года; также предлагались даты 16, 23 и 30 августа[24].
- 15 мая — последний день подач заявлений о регистрации инициативных групп по выдвижению кандидатов; подано 55 заявлений, что стало рекордом за всю историю суверенитета страны[25].
- 20 мая — в ходе трёх заседаний Центризбиркома (15, 19 и 20 мая) зарегистрировано 15 инициативных групп[26].
- 22 мая — образованы территориальные комиссии[27].
- 29 мая — пикет в Гродно, в ходе которого был задержан лидер инициативной группы Светланы Тихановской Сергей Тихановский, а также ещё 9 человек, среди которых были активисты и члены инициативной группы Светланы Тихановской. Как сообщили в МВД, «были задержаны лица, в том числе ранее судимые, неоднократно привлекавшиеся к административной ответственности, которые применили насилие в отношении сотрудников милиции Ленинского РОВД с целью воспрепятствования их законной деятельности. Среди задержанных гомельский блогер Сергей Тихановский»[8].

#### Июнь
- 5 июня — прошёл первый в предвыборной кампании пикет по сбору подписей за выдвижение Александра Лукашенко в президенты[28].
- 10 июня — Лукашенко поручил оказать ЦИК необходимую поддержку по ходу избирательной кампании[29].
- 11 июня — Департамент финансовых расследований возбудил уголовное дело в отношении ряда сотрудников Белгазпромбанка[бел.], главой которого был Виктор Бабарико; в банке было проведено несколько обысков, 15 человек было задержано[30].
- 17 июня — счёт избирательного штаба Виктора Бабарико был заблокирован; сумма на нём составляла более 100 000 белорусских рублей[31].
- 18 июня — утром был задержан Виктор и Эдуард Бабарико; вечером в Минске прошла так называемая «Акция солидарности» — несколько тысяч человек выстроились в живую цепь от площади Якуба Коласа до площади Независимости, расстояние между которыми составляло более 3 км. Сопровождалась акция аплодисментами и гудками проезжающих автомобилей. Акция продлилась более шести часов и завершилась после полуночи[32][33].
- 19 июня — Юрий Губаревич и Александр Таболич[бел.] снялись с президентской гонки[34][35]; после рабочего времени во многих городах страны (Минск, Гомель, Могилёв, Орша, Пинск и др.) прошли очередные «Акции солидарности»[36]. Кое-где проходили задержания, а в Бресте и Молодечно произошли столкновения с ОМОНом; по данным МВД, было задержано 270 граждан[37][38][39]; вечером вышло записанное ранее обращение Виктора Бабарико, в котором он предложил провести республиканский референдум по возвращению Конституции 1994 года[40].
- 30 июня — прошло заседание ЦИК, в ходе которого 5 претендентов в кандидаты в президенты были отвергнуты. Среди них — Валерий Цепкало, у которого признали действительными лишь 75 тыс. подписей, имея в виду, что он не собрал 100 тыс. необходимых[41].

#### Июль
- 14 июля — ЦИК отказала Виктору Бабарико в регистрации на президентских выборах из-за несоответствия декларации о доходах и имуществе и участия иностранной организации в его избирательной кампании[42][43]; во многих городах страны, в том числе и Минске, прошли акции протеста[44]; всего было задержано более 250 человек[45], в стычках с протестующими пострадало 6 сотрудников ОМОНа, 4 из них были госпитализированы[46].
- 15 июля — к зданию ЦИК началась выстраиваться очередь, чтобы подать жалобу из-за отказа в регистрации Виктора Бабарико и Валерия Цепкало. Очередь растянулась более чем на километр[47], вследствие чего вскоре появились автозаки и милиция; произошли задержания[48][49].
- 16 июля
  - Штабы Светланы Тихановской, незарегистрированных Виктора Бабарико и Валерия Цепкало заявили об объединении, выдвигая тезисы о необходимости всеобщего контроля над ходом голосования и проведения повторных выборов в случае их победы[50].
  - Представитель ОБСЕ заявил, что наблюдатели от этой организации не будут присутствовать на предстоящих выборах; это связано с тем, что МИД Беларуси своевременно не выслало официальное приглашение (оно было выслано 15 июля, когда до выборов оставалось менее месяца)[51].
- 19 июля — в Витебске[52] и в Минске на площади Бангалор состоялась первая встреча с избирателями Светланы Тихановской, по разным подсчётам, в Минске собралось около 7—10 тысяч человек[53].
- 21 июля — кандидаты в президенты Светлана Тихановская, Анна Канопацкая, Сергей Черечень и Андрей Дмитриев воспользовались своим правом и выступили в прямом эфире национального телеканала «Беларусь 1»[54].
- 30 июля
  - В ЦИК вызвали кандидатов в президенты. Было сообщено, что в ночь на 29 июля были задержаны 33 российских гражданина; также было сообщено об усилении мер безопасности, кандидатов предупредили о возможных провокациях[55].
  - Кандидат в президенты Светлана Тихановская отказалась от дебатов на государственном ТВ и вызвала Александра Лукашенко на дебаты один на один[55][56][57].
  - Кандидаты в президенты Сергей Черечень, Андрей Дмитриев, а также Олег Гайдукевич, который является доверенным лицом Александра Лукашенко, приняли участие в теледебатах[58].
  - В парке Дружбы народов в Минске прошёл разрешённый митинг кандидата в президенты Светланы Тихановской. По оценкам правозащитников, собралось от 63[59] до 70 тысяч человек[60], при этом МВД заявила о 18 250 человек[61][62].

#### Август
- 2 августа — Светлана Тихановская и её штаб посетили Барановичи (митинг посетили 7400 человек) и Брест (18 тысяч человек)[63]. Планировавшийся митинг в Пинске не состоялся, поскольку единственную площадку, выделенную для предвыборных митингов, заняло доверенное лицо Александра Лукашенко на каждый день до 8 августа с 8 до 22 часов[64] (аналогичным образом была забронирована на весь предвыборный период единственная площадка в Столине[65]).
- 4 августа — в Слуцке и Солигорске (Минская область) местные исполкомы в последний момент отменили встречи с Тихановской и её штабом под предлогом необходимости срочного ремонта единственных площадок, разрешённых для встречи с избирателями. В оба города был стянут ОМОН, который начал задержание некоторых собравшихся[66][67][68][69][70]. Под схожими предлогами были отменены ранее согласованные встречи с Андреем Дмитриевым в Лепеле и Полоцке (Витебская область)[68].
- 5—6 августа
  - Мингорисполком заявил о невозможности проведения намеченного на 6 августа митинга-концерта Светланы Тихановской в парке Дружбы народов в Минске, поскольку там будет проводиться праздник в честь дня железнодорожных войск (7 и 8 августа парк зарезервирован для других мероприятий). Остальные 5 площадок в Минске, на которых разрешены предвыборные митинги, также оказались забронированы ежедневно до 8 августа для проведения мероприятий, не связанных с выборами[71][72].
  - На официальных сайтах горисполкомов анонсированы масштабные праздничные концерты с участием звёзд российской, украинской и белорусской эстрады. Бесплатные концерты были запланированы на 8 августа, в день перед основным днём голосования на президентских выборах, на основных площадках различных городов Беларуси[73][74][75][76]. Многие артисты отказались от выступлений в белорусских городах[77][78].
  - Должен был пройти митинг Светланы Тихановской на площади Бангалор в Минске, который был сорван местными властями под предлогом бронирования места для праздника дня железнодорожных войск[79], официальной датой которого является 4 августа. Светлана Тихановская вместе со своими сторонниками заявила о намерении прийти в Киевский сквер, расположенный в нескольких сотнях метров от площади Бангалор. В Киевском сквере в это время проходил так называемый день открытых дверей учреждений дополнительного образования с выступлением самодеятельных и профессиональных творческих коллективов. После выступления баяниста Виталия Воронко со ступенек кинотеатра «Киев» примерно в 19:01 неожиданно зазвучала песня «Хочу перемен!» Виктора Цоя[80][81]. Позже двое звукооператоров, Владислав Соколовский и Кирилл Галанов, включивших запись песни, были задержаны[82].
- 7 августа
  - Суд назначил звукооператорам Кириллу Галанову и Владиславу Соколовскому по 10 суток административного ареста за мелкое хулиганство и неповиновение сотрудникам милиции[83][84].
  - В представителях наблюдения СНГ за международными выборами в Минск прибыла спецгруппа Российского фонда свободных выборов[85].
  - Тихановская выступила с обращением к белорусскому народу вместе со своими соратницами Марией Колесниковой и Вероникой Цепкало[86].
  - В Минске произошла акция солидарности, в том числе и велопробег, в поддержку арестованных Галанова и Соколовского. По данным на 8 августа, силовиками было задержано несколько человек, некоторые задержания окончились вызовом скорой помощи[87].
  - Задержаны журналисты телеканала «Настоящее время». Их депортировали из страны и запретили въезд на 10 лет[88].
  - Была выложена аудиозапись, которая, по мнению ряда СМИ, свидетельствует о подготовке к фальсификации итогов голосования на участке № 48 в гимназии № 39 Минска[89][90][91].

- 8 августа

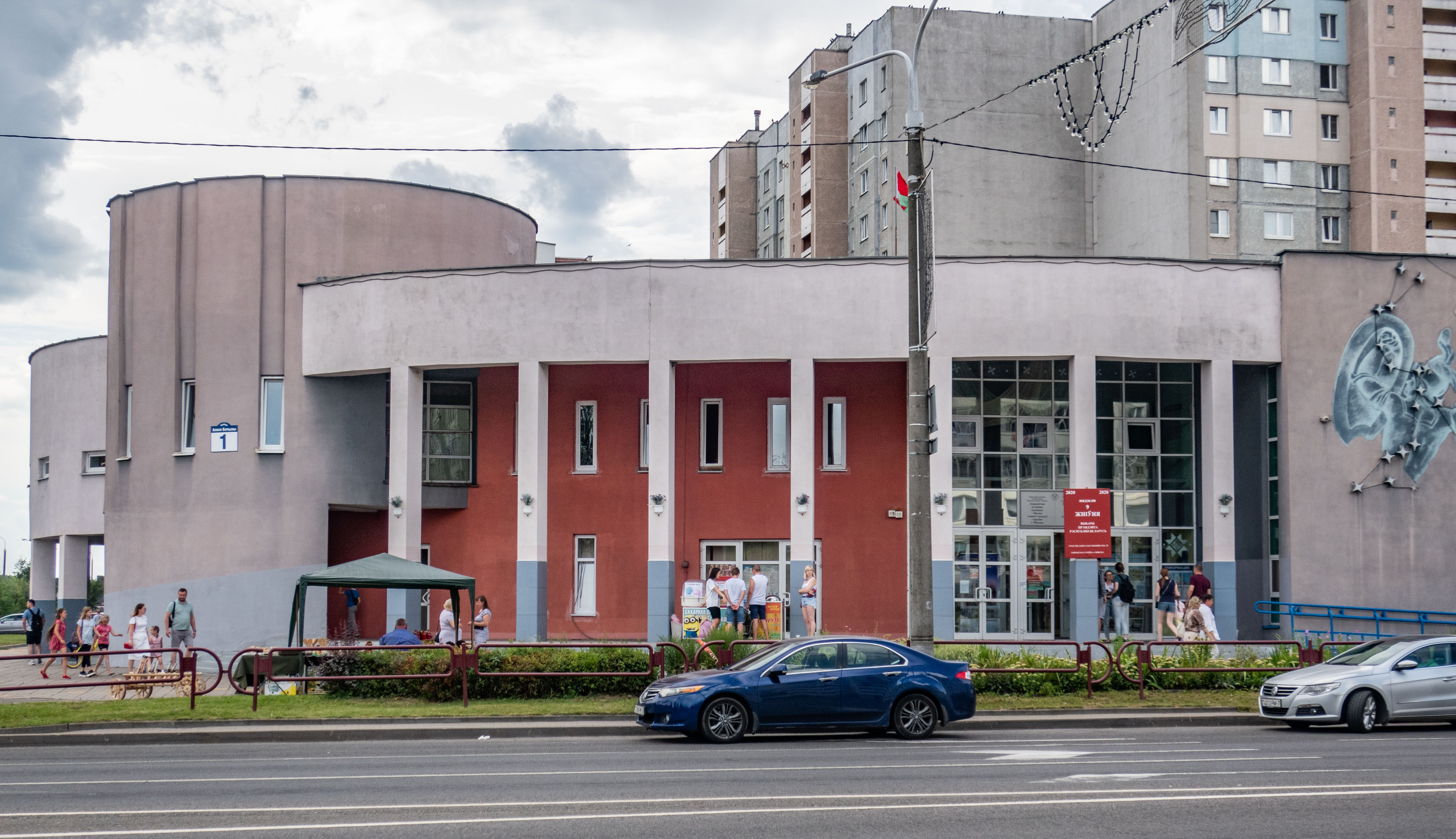
Один из избирательных участков в Минске 9 августа

  - ЦИК заявил, что явка за 4 дня досрочного голосования достигла 32,24 %[92].
  - Вечером была задержана Мария Колесникова (член штаба Бабарико). Вскоре её отпустили, объяснив, что её перепутали при задержании[93]. Ещё раньше была задержана начальница штаба Тихановской Мария Мороз, помещённая в центр изоляции правонарушителей на ул. Окрестина[94].
  - Директор гимназии № 39 подтвердила подлинность аудиозаписи, которая была опубликована ранее, 7 августа[95]. По её словам, это запись тренинга по подсчёту голосов, проводящегося перед каждыми выборами.
  - Кандидат в президенты Светлана Тихановская покинула свою квартиру в Минске в целях безопасности. Было сообщено, что она находится в окружении членов своего штаба и журналистов в белорусской столице, заявила пресс-служба Тихановской[96].
  - В центре Минска автомобилисты продолжили массово сигналить в знак солидарности, ГАИ перекрыла несколько улиц в центре города, также не обошлось без задержаний[97].

- 9 августа

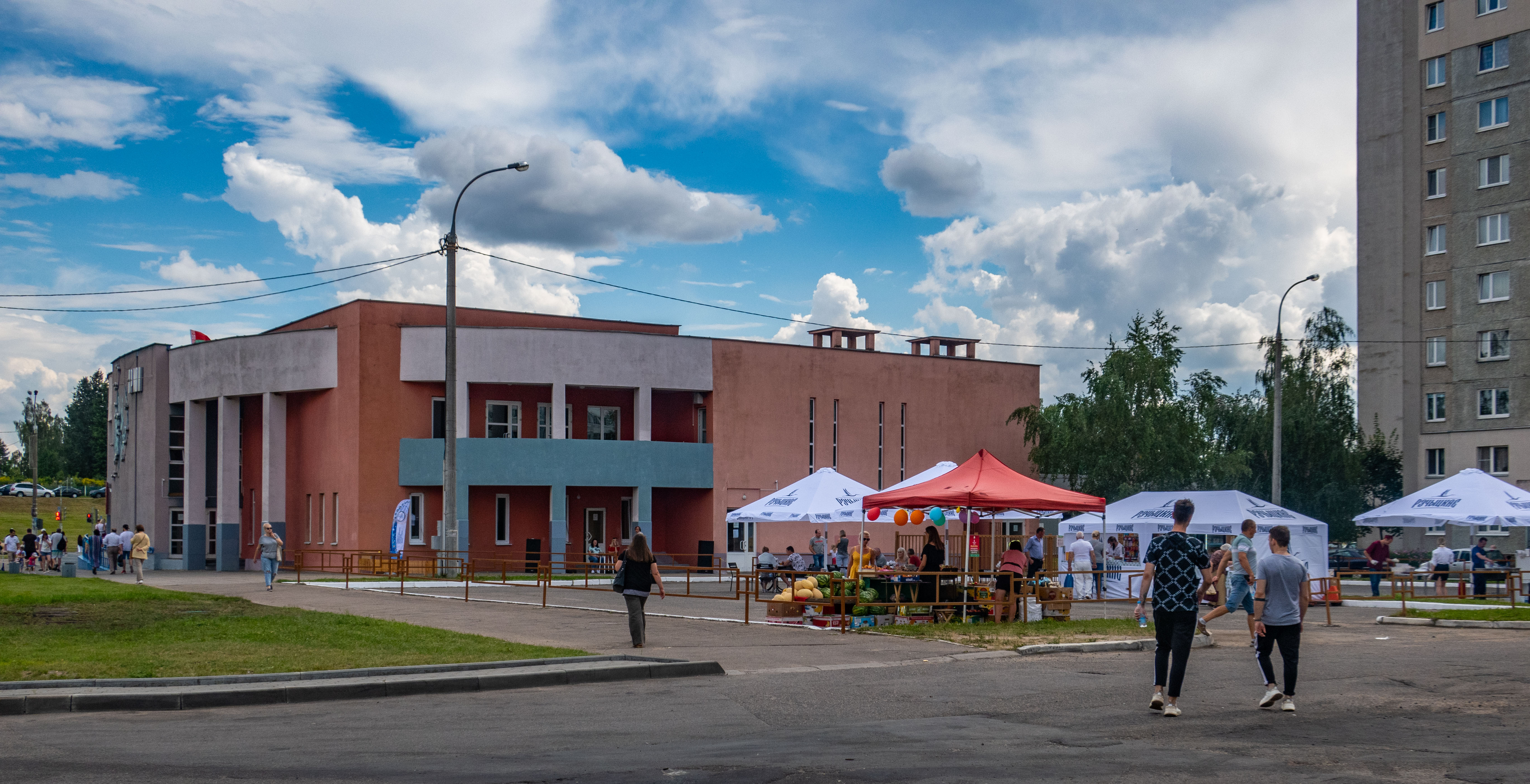
Возле избирательных участков установлены палатки для розничной торговли

  - Начались выборы президента, именно в этот день до 20:00 нельзя проводить агитацию, в том числе и в СМИ[98]. Во время предвыборной гонки Светлана Тихановская призывала белорусов голосовать только именно в этот день, с самого утра на многих участках голосования образовалась очередь, на некоторых из них люди простояли 9 часов, чтобы отдать свой голос.
  - Утром в день выборов начались перебои с доступом в интернет, некоторые магазины прекратили оплату покупок пластиковыми картами (по официальной версии, из-за DDoS-атак)[99], перебои с доступом в интернет продолжались в течение дня, также частично была недоступна мобильная связь.
  - Глава ЦИК Лидия Ермошина подтвердила явку выше 50 % на выборах президента, в ЦИК заявили, что выборы президента признаны состоявшимися[100].
  - В день выборов милицию перевели на усиленный вариант службы, в Минске была введена спецтехника, которая ранее демонстрировалась Лукашенко как для разгонов протестов во время его посещений воинских частей, в середине дня центр города продолжили усиливать людьми в форме[101][102]. Ближе к вечеру по национальному телеканалу «Беларусь 1» огласили экзитполы[источник не указан 1822 дня], по которым Лукашенко практически набрал 80 %. На улицы стали выходить протестующие во многих крупных городах (Барановичи, Бобруйск, Брест, Витебск, Гродно, Гомель, Жлобин, Жодино, Кобрин, Минск, Могилёв, Пинск), в итоге по всей стране вышло более 800 тысяч человек. В Минске люди выходили в разные точки города, возле стелы «Минск — город-герой» произошли довольно массовые стычки с силовиками, протестующих пытались разогнать свето-шумовыми гранатами «вьюшка» с резиновой картечью внутри, также обстреливая их свинцовыми («Азот» 12 калибра)[нет в источнике] и резиновыми пулями («Азот» барьер 12/70)[103], не обошлось без потерпевших[104][105][106][107]. В день выборов было задержано около 3 тысяч человек[108], за всю историю Беларуси этот день можно считать как одним из самых жестоких, где силовики проявили силу для подавления протестующих[109][нет в источнике].
- 10 августа — ЦИК огласила предварительные результаты выборов, по их данным Лукашенко получил поддержку более 80 % избирателей[110].
- 14 августа — ЦИК опубликовал окончательные итоги выборов по областям.
- 21 августа — Адвокат Максим Знак, член предвыборного штаба Бабарико, по доверенности от кандидата Светланы Тихановской подал в Верховный суд жалобу о признании результатов выборов недействительными [111]. В Верховный суд были представлены документы, которые подтверждают систематические нарушения, допущенные в ходе предвыборной кампании и до дня голосования [112].
- 25 августа — Верховный суд отклонил жалобы всех экс-кандидатов в президенты. Адвокат Максим Знак, представляющий интересы Светланы Тихановской сообщил о намерении подать надзорную жалобу. [113]

### Территориальные комиссии
Состав территориальных избирательных комиссий
 Собственное желание (32 %) Общественные объединения (24 %) Профсоюзы (16 %) Провластные партии и ЛДПБ (7,5 %) БРСМ (7,4 %) Белая Русь (7,4 %) Трудовые коллективы (5,1 %) Оппозиционные партии (0,6 %)
22 мая Центризбирком сформировал 153 территориальные избирательные комиссии. В них вошли 1989 человек (389 человек — госслужащие, 102 — в возрасте до 30 лет, 1254 — женщины), а именно:
| Цвет                  | Категория                         | Подразделения                 | Число членов |
| --------------------- | --------------------------------- | ----------------------------- | ------------ |
|                       | Собственное желание               | Собственное желание           | 641          |
|                       | Общественные объединения          | Федерация профсоюзов Беларуси | 324          |
|                       | Общественные объединения          | БРСМ                          | 148          |
|                       | Общественные объединения          | Белая Русь                    | 147          |
|                       | Общественные объединения          | Белорусский союз женщин       | 130          |
| Объединение ветеранов | Общественные объединения          | 122                           |              |
| Белорусский фонд мира | Общественные объединения          | 96                            |              |
| Другие                | Общественные объединения          | 128                           |              |
|                       | Трудовые коллективы               | Трудовые коллективы           | 101          |
|                       | Провластные политические партии   | КПБ                           | 92           |
| РПТС                  | Провластные политические партии   | 45                            |              |
| СДПНС                 | Провластные политические партии   | 6                             |              |
| ЛДПБ                  | Провластные политические партии   | 6                             |              |
| БССП                  | Провластные политические партии   | 1                             |              |
|                       | Оппозиционные политические партии | БНФ                           | 1            |
| БСДП(Г)               | Оппозиционные политические партии | 1                             |              |
| Всего                 | Всего                             | Всего                         | 1989 чел.    |

### Избирательные комиссии
Состав избирательных комиссий
 Общественные объединения (48 %) Подача заявлений (36 %) Трудовые коллективы (9,6 %) Политические партии (6,4 %)
В избирательные комиссии, которые были сформированы 24 июня, было выдвинуто 70 200 человек, из них:
- 33 734 человека — от общественных объединений;
- 25 355 человек — путём подачи заявлений;
- 6722 человека — от трудовых коллективов;
- 4389 человек — от политических партий.

| Цвет                    | Категория                | Подразделения                 | Количество, чел. |
| ----------------------- | ------------------------ | ----------------------------- | ---------------- |
|                         | Общественные объединения | Федерация профсоюзов Беларуси | 9537             |
| Белая Русь              | Общественные объединения | 4661                          |                  |
| БРСМ                    | Общественные объединения | 4618                          |                  |
| Белорусский союз женщин | Общественные объединения | 4503                          |                  |
| Белорусский фонд мира   | Общественные объединения | 3248                          |                  |
| Объединение ветеранов   | Общественные объединения | 3229                          |                  |
| Другие                  | Общественные объединения | 3938                          |                  |
|                         | Подача заявлений         | Подача заявлений              | 25 355           |
|                         | Трудовые коллективы      | Трудовые коллективы           | 6722             |
|                         | Политические партии      | РПТС                          | 1294             |
| КПБ                     | Политические партии      | 967                           |                  |
| БАП                     | Политические партии      | 576                           |                  |
| БССП                    | Политические партии      | 556                           |                  |
| СДПНС                   | Политические партии      | 354                           |                  |
| БСДП(Г)                 | Политические партии      | 224                           |                  |
| ОГП                     | Политические партии      | 212                           |                  |
| БНФ                     | Политические партии      | 109                           |                  |
| Республиканская партия  | Политические партии      | 59                            |                  |
| ЛДПБ                    | Политические партии      | 37                            |                  |
| БПП                     | Политические партии      | 1                             |                  |
| Всего                   | Всего                    | Всего                         | 70 200 чел.      |

### Избирательные участки
Избирательные участки
 Гомельская область (17,3 %) Минская область (17,2 %) Брестская область (15,8 %) Витебская область (13 %) Могилёвская область (12,7 %) Минск (12 %) Гродненская область (11,4 %) за границей (0,6 %)
ЦИК сообщила о том, что по стране организовано 5767 участков для голосования в республике и 44 избирательных участка за границей (в 36 странах). Проголосовать можно отдыхающим в санаториях или пациентам в больницах, где создан 231 участок. В армии образовано 13 избирательных участков.
Число избирательных участков по областям следующее:
| Цвет  | Регион              | Число участков |
| ----- | ------------------- | -------------- |
|       | Брестская область   | 910            |
|       | Витебская область   | 750            |
|       | Гомельская область  | 997            |
|       | Гродненская область | 656            |
|       | Могилёвская область | 731            |
|       | Минская область     | 992            |
|       | Минск               | 687            |
|       | за границей         | 44             |
| Всего | Всего               | 5767 участков  |

### Единый кандидат от оппозиции
19 декабря 2019 года экс-депутат Палаты представителей, глава «Общества белорусского языка им. Франциска Скорины» Елена Анисим заявила, что в ходе собрания Всебелорусского конгресса «За независимость», который планировалось провести в День Конституции Беларуси 15 марта 2020 года, не будет представлен единый кандидат, которого можно выдвинуть на выборах президента страны в 2020 году.
24 января пресс пресс-служба Объединённой гражданской партии заявила о решении оппозиции выдвинуть единого кандидата на президентских выборах:

27 января оппозиция объявит о начале кампании единого кандидата. После серьёзных и долгих дискуссий оппозиция сумела договориться о том, чтобы выдвинуть единого кандидата, и выработала механизм его определения. Единый кандидат должен объединить все демократические силы страны и стать лидером совместной борьбы за возвращение Беларуси на путь демократического развития.

Первоначально о намерении принять участие в праймериз заявляли шесть человек:
- глава ОГП Николай Козлов,
- сопредседатели БХД Ольга Ковалькова и Павел Северинец,
- лидер «За Свободу» Юрий Губаревич,
- зампред БНФ Алексей Янукевич,
- политик Анна Канопацкая.

4 марта штаб «Народного голосования» исключил Анну Канопацкую из президентской гонки. 16 марта Павел Северинец снял свою кандидатуру. 17 марта Алексей Янукевич снял свою кандидатуру.
2 апреля лидировали сопредседатель Белорусской христианской демократии Ольга Ковалькова и лидер «За Свободу» Юрий Губаревич.
Всего в голосовании приняло участие 4457 человек. Вот как распределились голоса:
- Николай Козлов — 1774;
- Юрий Губаревич — 1610;
- Ольга Ковалькова — 1073.

10 мая 2020 года штаб праймериз заявил, что решение власти провести президентские выборы продиктовано желанием использовать пандемию COVID-19 в качестве дополнительного инструмента для дальнейшей узурпации власти и лишения белорусов права голоса и признал, что в нынешних обстоятельствах невозможно реализовать все процедуры и определить единого кандидата. В штабе также призвали депутатов Палаты представителей перенести дату президентских выборов на более поздний период (не ранее конца ноября 2020 года), поскольку во время избирательной кампании до конца пандемии никто не может гарантировать безопасность граждан.

## Инициативные группы
На заседаниях ЦИК, состоявшихся 15, 19 и 20 мая, были зарегистрированы инициативные группы следующих претендентов:
| №  | Кандидат             | Должность (на момент выдвижения) | Субъект выдвижения | Заявление об участии | Дата регистрации инициативной группы | Численность инициативной группы (человек) руководитель | Итог выдвижения кандидатом                                         |
| -- | -------------------- | --- | ------------------ | -------------------- | ------------------------------------ | ------------------------------------------------------ | ------------------------------------------------------------------ |
| 1  | Александр Лукашенко  | Президент Республики Беларусь (с 1994 года), президент Национального олимпийского комитета                                                                                                  | Самовыдвижение     | 17 ноября 2019       | 15 мая 2020                          | 11 480; Михаил Орда                                    | Зарегистрирован кандидатом                                         |
| 2  | Олег Гайдукевич      | Депутат Палаты представителей VII созыва (с 2019), председатель Либерально-демократической партии, бывший работник МВД.                                                                     | ЛДПБ               | 5 августа 2019       | 15 мая 2020                          | 4034; Олег Чесалов                                     | Снял свою кандидатуру                                              |
| 3  | Юрий Ганцевич        | Фермер-блогер | Самовыдвижение     | 10 мая 2020          | 15 мая 2020                          | 173; Татьяна Солощук                                   | Не сдал необходимые подписи и документы в ЦИК                      |
| 4  | Владимир Непомнящих  | Пенсионер | ОГП                | 13 мая 2020          | 15 мая 2020                          | 125; Владимир Непомнящих                               | Не сдал необходимые подписи и документы в ЦИК                      |
| 5  | Наталья Кисель       | Индивидуальный предприниматель | Самовыдвижение     | 11 мая 2020          | 19 мая 2020                          | 147; Сергей Штода                                      | Сняла свою кандидатуру                                             |
| 6  | Виктор Бабарико      | Бывший председатель правления ОАО «Белгазпромбанк» | Самовыдвижение     | 12 мая 2020          | 20 мая 2020                          | 8904; Эдуард Бабарико                                  | Отказано в регистрации в связи с неполнотой декларации о доходах   |
| 7  | Валерий Цепкало      | Инициатор и создатель Белорусского Парка высоких технологий | Самовыдвижение     | 8 мая 2020           | 20 мая 2020                          | 884; Андрей Ланкин                                     | Отказано в регистрации в связи с недостаточным количество подписей |
| 8  | Сергей Черечень      | Председатель партии Белорусская социал-демократическая Грамада | БСДГ               | 11 января 2020       | 20 мая 2020                          | 1127; Николай Лысенков                                 | Зарегистрирован кандидатом                                         |
| 9  | Ольга Ковалькова     | Сопредседатель оргкомитета по созданию партии «Белорусская христианская демократия» | БХД                | 15 мая 2020          | 20 мая 2020                          | 120; Марина Хомич                                      | Не сдал необходимые подписи и документы в ЦИК                      |
| 10 | Анна Канопацкая      | Депутат Палаты представителей VI созыва (2016—2019) | Самовыдвижение     | 12 мая 2020          | 20 мая 2020                          | 1314; Дарья Труханович                                 | Зарегистрирована кандидатом                                        |
| 11 | Андрей Дмитриев      | Сопредседатель общественного объединения «Говори правду» | ОО «Говори правду» | 8 мая 2020           | 20 мая 2020                          | 2399; Татьяна Короткевич                               | Зарегистрирован кандидатом                                         |
| 12 | Светлана Тихановская | Переводчик. Супруга Сергея Тихановского — автора Youtube-канала «Страна для жизни», которому ЦИК отказала в регистрации инициативной группы по выдвижению в кандидаты на президентский пост | Самовыдвижение     | 15 мая 2020          | 20 мая 2020                          | 247; Сергей Тихановский                                | Зарегистрирована кандидатом в президенты                           |
| 13 | Александр Таболич    | Музыкант, лидер фолк-металл группы «Znich» | Самовыдвижение     | 15 мая 2020          | 20 мая 2020                          | 116; -                                                 | Снял свою кандидатуру                                              |
| 14 | Юрий Губаревич       | Глава движения «За Свободу» | ОО «За Свободу»    | 15 мая 2020          | 20 мая 2020                          | 120; Виктор Янчуревич                                  | Снял свою кандидатуру                                              |
| 15 | Николай Козлов       | Исполняющий обязанности председателя Объединённой гражданской партии | ОГП                | 15 мая 2020          | 20 мая 2020                          | 121; Николай Козлов                                    | Не сдал необходимые подписи и документы в ЦИК                      |

### Выбывшие претенденты
- 26 мая Олег Гайдукевич заявил, что снимается с президентской гонки[137].
- 15 июня Наталья Кисель заявила, что снимается с президентской гонки[138].
- 19 июня Юрий Губаревич и Александр Таболич заявили, что снимаются с президентской гонки[34][35].
- 30 июня Центральная избирательная комиссия отвергла кандидатуры:
  - Юрия Ганцевича;
  - Владимира Непомнящих;
  - Ольги Ковальковой;
  - Николая Козлова.
- 14 июля ЦИК не зарегистрировала следующих кандидатов в президенты:
  - Валерия Цепкало;
  - Виктора Бабарико.

### Потенциальные кандидаты, которые не баллотировались
- Сергей Скребец, бывший депутат Палаты представителей Беларуси.
- Алексей Янукевич, бывший председатель партии БНФ.
- Николай Статкевич, глава Белорусской Народной Грамады и бывший кандидат в президенты[139].
- Сергей Тихановский, предприниматель и блогер.

### Сбор подписей
Этап сбора подписей начался 21 мая и завершился 19 июня. Для регистрации кандидата в президенты инициативным группам было необходимо собрать как минимум 100 тысяч подписей в поддержку своего кандидата.
До снятия своей кандидатуры Олег Гайдукевич заявил, что за него было собрано 30 тысяч подписей.
4 кандидата от оппозиции (Губаревич, Ковалькова, Козлов и Непомнящих) собирать необходимые 100 тысяч подписей не планировали, они зарегистрировали свои инициативные группы для проведения разрешённых законом пикетов. Александр Таболич также собирать необходимые 100 тысяч не планировал.
5 июня глава инициативной группы Александра Лукашенко председатель Федерации профсоюзов Михаил Орда заявил, что за действующего президента собран уже 1 млн подписей. На следующий день Виктор Бабарико первым среди альтернативных кандидатов сообщил о том, что собрал нужное число подписей. Спустя 2 дня, 8 июня, уже Валерий Цепкало заявил о собранных 100 тысяч подписей. 10 июня Анна Канопацкая и Наталья Кисель известили о том, что также собрали 100 тысяч подписей. 12 июня Лукашенко сообщил, что за него было собрано уже 1,5 млн подписей. Вечером 15 июня Светлана Тихановская сообщила о том, что её инициативная группа собрала необходимые 100 тысяч подписей. 16 июня Андрей Дмитриев также сообщил о собранных 100 тысячах подписей. По состоянию на утро 18 июня Виктор Бабарико собрал 420 тысяч подписей, что является абсолютным рекордом для альтернативного кандидата в президенты за всю историю выборов в независимой Беларуси.
Голубым цветом отмечены кандидаты, заявившие о сборе 100 тысячах подписей.
| №  | Кандидат             | Собрано подписей | Сдано подписей                | Сдано подписей                | Принято подписей              | Процент принятых подписей     | Процент принятых подписей     | Допущен (-а) до выборов |
| №  | Кандидат             | Собрано подписей | согласно ЦИК                  | согласно штабам претендентов  | Принято подписей              | согласно ЦИК                  | согласно штабам претендентов  | Допущен (-а) до выборов |
| -- | -------------------- | ---------------- | ----------------------------- | ----------------------------- | ----------------------------- | ----------------------------- | ----------------------------- | ----------------------- |
| 1  | Виктор Бабарико      | 435 119          | 367 179                       | 364 365                       | 165 744                       | 45,14 %                       | 45,83 %                       | Нет                     |
| 2  | Андрей Дмитриев      | 113 320          | 110 754                       | ок. 107 000                   | 106 841                       | 96,47 %                       | 99,85 %                       | Да                      |
| 3  | Анна Канопацкая      | 117 650          | 151 631                       | 110 000                       | 146 588                       | 96,67 %                       | 133,26 %                      | Да                      |
| 4  | Наталья Кисель       | 108 000          | снялась с президентской гонки | снялась с президентской гонки | снялась с президентской гонки | снялась с президентской гонки | снялась с президентской гонки | Нет                     |
| 5  | Александр Лукашенко  | 1 975 100        | 1 958 800                     | ок. 2 000 000                 | 1 939 572                     | 99,02 %                       | 96,98 %                       | Да                      |
| 6  | Светлана Тихановская | 146 000          | 109 479                       | ок. 110 000                   | 104 757                       | 95,69 %                       | 95,24 %                       | Да                      |
| 7  | Валерий Цепкало      | 214 000          | 158 682                       | 160 000                       | 78 224                        | 48,90 %                       | 49,30 %                       | Нет                     |
| 8  | Сергей Черечень      | 106 500          | 149 750                       | 106 500                       | 143 109                       | 95,57 %                       | 135,01 %                      | Да                      |
| 9  | Олег Гайдукевич      | 30 000           | снялся с президентской гонки  | снялся с президентской гонки  | снялся с президентской гонки  | снялся с президентской гонки  | снялся с президентской гонки  | Нет                     |
| 10 | Александр Таболич    | нет данных       | снялся с президентской гонки  | снялся с президентской гонки  | снялся с президентской гонки  | снялся с президентской гонки  | снялся с президентской гонки  | Нет                     |
| 11 | Юрий Губаревич       | нет данных       | снялся с президентской гонки  | снялся с президентской гонки  | снялся с президентской гонки  | снялся с президентской гонки  | снялся с президентской гонки  | Нет                     |
| 12 | Юрий Ганцевич        | нет данных       | не сдавал подписи в ЦИК       | не сдавал подписи в ЦИК       | не сдавал подписи в ЦИК       | не сдавал подписи в ЦИК       | не сдавал подписи в ЦИК       | Нет                     |
| 13 | Владимир Непомнящих  | нет данных       | не сдавал подписи в ЦИК       | не сдавал подписи в ЦИК       | не сдавал подписи в ЦИК       | не сдавал подписи в ЦИК       | не сдавал подписи в ЦИК       | Нет                     |
| 14 | Ольга Ковалькова     | нет данных       | не сдавала подписи в ЦИК      | не сдавала подписи в ЦИК      | не сдавала подписи в ЦИК      | не сдавала подписи в ЦИК      | не сдавала подписи в ЦИК      | Нет                     |
| 15 | Николай Козлов       | нет данных       | не сдавал подписи в ЦИК       | не сдавал подписи в ЦИК       | не сдавал подписи в ЦИК       | не сдавал подписи в ЦИК       | не сдавал подписи в ЦИК       | Нет                     |

#### Май — июнь 2020 года
В ходе сбора подписей за выдвижение кандидатов информация о сборе необходимых 100 тысячах подписей поступала в следующей последовательности:
| Дата    | Претендент                       |
| ------- | -------------------------------- |
| 25 мая  | Лукашенко                        |
| 6 июня  | Бабарико (арестован)             |
| 8 июня  | Цепкало (отказано в регистрации) |
| 10 июня | Канопацкая                       |
| 10 июня | Кисель (снялась)                 |
| 15 июня | Тихановская                      |
| 16 июня | Дмитриев                         |
| 19 июня | Черечень                         |

- 25 мая — Лукашенко объявил о том, что за его выдвижение собрано 200 тысяч подписей.

#### Брак подписей
29 июня районные избирательные комиссии проверяли подлинность поданных претендентами в кандидаты в президенты подписей. В течение целого дня приходили сообщения о том, что подписи Виктора Бабарико и Валерия Цепкало массово признавали недействительными. Так, в Гомеле отвергли 4870 подписей за Бабарико ввиду того, что 23,3 % из них были признаны недействительными. Поданные 1956 подписей за Цепкало были также признаны недействительными. Подобные ситуации происходили в Светлогорске, Витебске, Борисове, Мозыре, Гродно и др. городах.
Во Фрунзенском районе Минска — самой крупной территориальной единице в стране — отвергли все 47 тысяч подписей, собранных в поддержку Бабарико, у Цепкало — 17,8 тысяч подписей. В Московском районе сообщили о 30 тысяч непризнанных подписей за Бабарико. Таким образом, по всей стране отвергли более 100 тысяч из собранных 435 тысяч подписей за экс-банкира Белгазпромбанка.
14 июля глава ЦИК Лидия Ермошина признала, что в ЦИК допустили ошибку и возвращают часть забракованных подписей в поддержку Цепкало. Ему восстановили 3247 подписей. Из этих подписей в ЦИКе признали 2975, которые добавят Цепкало.

## Предвыборная кампания
11 марта с поездки по стране в фургоне с надписью «Страна для жизни» (выражение Лукашенко) началась предвыборная кампания Сергея Тихановского. Его целью было услышать отношение жителей к этому лозунгу и опубликовать видео на видеоплатформе YouTube. Некоторые из видео получили популярность, среди них то, на котором пожилая женщина риторически спрашивает, что надо делать с тараканом, и сама же отвечает, что надо найти тапочку и прибить насекомое. Уже 6 мая Тихановский объявил о своей кандидатуре, его кампания пошла под лозунгом «Стоп таракан».
8 мая, сразу же после официального назначения даты выборов, о намерении участвовать в избирательной кампании объявил бывший дипломат и директор белорусского Парка высоких технологий Валерий Цепкало.
12 мая о своём намерении участвовать в президентских выборах на своей странице в Facebook объявил председатель правления ОАО «Белгазпромбанк» Виктор Бабарико.

## Социологические исследования
Для проведения опроса общественного мнения в Беларуси требуется государственная лицензия. Средствам массовой информации также запрещено проводить онлайн-опросы относительно выборов.

### Предвыборные опросы
Согласно социологическому опросу, проводившемуся в марте — апреле 2020 года Институтом социологии Национальной академии наук Беларуси, уровень доверия Лукашенко в Минске составляет 24 %. При этом Центральной избирательной комиссии доверяют 11 % участников опроса.
Связанный с правительственными структурами аналитический центр «Ecoom» по заказу подвергавшегося критике за предвзятое освещение предвыборной кампании государственного телеканала ОНТ провёл социологическое исследование об электоральных настроениях и предпочтениях граждан, по которым действующего президента Александра Лукашенко готовы поддержать 72,3 % граждан. При этом за остальных кандидатов готовы проголосовать в общей сложности не более 10 %.
После завершения голосования были опубликованы рейтинги кандидатов по результатам уличного опроса, проводившегося со 2 по 7 августа проектом «Народный опрос».
| Рейтинги уличного опроса среди определившихся (2–7 августа 2020. Проект «Народный опрос») | Рейтинги уличного опроса среди определившихся (2–7 августа 2020. Проект «Народный опрос») | Рейтинги уличного опроса среди определившихся (2–7 августа 2020. Проект «Народный опрос») | Рейтинги уличного опроса среди определившихся (2–7 августа 2020. Проект «Народный опрос») | Рейтинги уличного опроса среди определившихся (2–7 августа 2020. Проект «Народный опрос») |
| ----------------------------------------------------------------------------------------- | ----------------------------------------------------------------------------------------- | ----------------------------------------------------------------------------------------- | ----------------------------------------------------------------------------------------- | ----------------------------------------------------------------------------------------- |
| 1. Тихановская                                                                            |                                                                                           |                                                                                           | 67,6 %                                                                                    |                                                                                           |
| 2. Лукашенко                                                                              |                                                                                           |                                                                                           | 21,5 %                                                                                    |                                                                                           |
| Все остальные                                                                             |                                                                                           |                                                                                           | 1,9 %                                                                                     |                                                                                           |
| Против всех                                                                               |                                                                                           |                                                                                           | 9 %                                                                                       |                                                                                           |

### Предвыборные интернет-опросы

#### Май 2020
| Среднее по пяти предвыборным интернет-опросам (май 2020) | Среднее по пяти предвыборным интернет-опросам (май 2020) | Среднее по пяти предвыборным интернет-опросам (май 2020) | Среднее по пяти предвыборным интернет-опросам (май 2020) | Среднее по пяти предвыборным интернет-опросам (май 2020) |
| -------------------------------------------------------- | -------------------------------------------------------- | -------------------------------------------------------- | -------------------------------------------------------- | -------------------------------------------------------- |
| 1. Бабарико                                              |                                                          |                                                          | 45,0 %                                                   |                                                          |
| 2. Тихановская                                           |                                                          |                                                          | 30,5 %                                                   |                                                          |
| 3. Цепкало                                               |                                                          |                                                          | 12,0 %                                                   |                                                          |
| 4. Лукашенко                                             |                                                          |                                                          | 3,6 %                                                    |                                                          |
| 5. Канопацкая                                            |                                                          |                                                          | 2,6 %                                                    |                                                          |
| 6. Гайдукевич                                            |                                                          |                                                          | 2,2 %                                                    |                                                          |
| 7. Таболич                                               |                                                          |                                                          | 1,1 %                                                    |                                                          |
| 8. Козлов                                                |                                                          |                                                          | 0,7 %                                                    |                                                          |
| 9. Ганцевич                                              |                                                          |                                                          | 0,5 %                                                    |                                                          |
| 10. Черечень                                             |                                                          |                                                          | 0,4 %                                                    |                                                          |
| 11. Дмитриев                                             |                                                          |                                                          | 0,4 %                                                    |                                                          |
| 12. Кисель                                               |                                                          |                                                          | 0,3 %                                                    |                                                          |
| 13. Губаревич                                            |                                                          |                                                          | 0,3 %                                                    |                                                          |
| 14. Непомнящих                                           |                                                          |                                                          | 0,2 %                                                    |                                                          |
| 15. Ковалькова                                           |                                                          |                                                          | 0,2 %                                                    |                                                          |

#### Июль — август 2020
| Среднее по интернет-опросам накануне выборов (июль—август 2020) | Среднее по интернет-опросам накануне выборов (июль—август 2020) | Среднее по интернет-опросам накануне выборов (июль—август 2020) | Среднее по интернет-опросам накануне выборов (июль—август 2020) | Среднее по интернет-опросам накануне выборов (июль—август 2020) |
| --------------------------------------------------------------- | --------------------------------------------------------------- | --------------------------------------------------------------- | --------------------------------------------------------------- | --------------------------------------------------------------- |
| 1. Тихановская                                                  |                                                                 |                                                                 | 71,7 %                                                          |                                                                 |
| 2. Лукашенко                                                    |                                                                 |                                                                 | 12,6 %                                                          |                                                                 |
| 3. Дмитриев                                                     |                                                                 |                                                                 | 1,1 %                                                           |                                                                 |
| 4. Черечень                                                     |                                                                 |                                                                 | 0,8 %                                                           |                                                                 |
| 5. Канопацкая                                                   |                                                                 |                                                                 | 0,5 %                                                           |                                                                 |
| Против всех                                                     |                                                                 |                                                                 | 8,2 %                                                           |                                                                 |

Зелёным и жирным — кандидат, занявший 1-е место;
Жёлтым и жирным курсивом — кандидат, занявший 2-е место;
Красным — результат действующего президента Александра Лукашенко.
| Опрос                | TUT.BY     | Наша Ніва  | Telegraf.by | Onliner.by | Радыё Свабода | Радыё Свабода | Народный опрос   |
| Дата проведения      | 20.05.2020 | 20.05.2020 | 22.05.2020  | 26.05.2020 | 26.05.2020    | 16.07.2020    | 08.08.2020       |
| Приняли участие      | 70 029     | 16 526     | 71 328      | 32 128     | 10 508        | 24 249        | 49 919           |
| -------------------- | ---------- | ---------- | ----------- | ---------- | ------------- | ------------- | ---------------- |
| Дмитриев             | 0,6 %      | 0,3 %      | 0,4 %       | 0,3 %      | 0 %           | 1,8 %         | 0,5 % (± 0,5 %)  |
| Канопацкая           | 4,1 %      | 2,5 %      | 1,6 %       | 1,4 %      | 1,0 %         | 0,5 %         | 0,5 % (± 0,5 %)  |
| Лукашенко            | 6,2 %      | 3,0 %      | 4,9 %       | 3,0 %      | 1,0 %         | 6,8 %         | 18,5 % (± 2,5 %) |
| Тихановская          | 12,7 %     | 18,4 %     | 19,5 %      | 12,0 %     | 49,0 %        | 73,5 %        | 70,0 % (± 3 %)   |
| Черечень             | 0,7 %      | 0,3 %      | 0,2 %       | —          | 0 %           | 1,1 %         | 0,5 % (± 0,5 %)  |
| Выбывшие претенденты |            |            |             |            |               |               |                  |
| Бабарико             | 54,9 %     | 49,7 %     | 49,8 %      | 56,0 %     | 34,0 %        | —             | —                |
| Гайдукевич           | 1,3 %      | 0,6 %      | 2,2 %       | 0,4 %      | —             | —             | —                |
| Ганцевич             | 0,4 %      | —          | 0,4 %       | —          | 0 %           | —             | —                |
| Цепкало              | 15,3 %     | 7,5 %      | 10,2 %      | 17,0 %     | 7,0 %         | —             | —                |
| Губаревич            | 0,4 %      | —          | 0,2 %       | —          | 0 %           | —             | —                |
| Кисель               | 0,6 %      | —          | 0,2 %       | —          | 0 %           | —             | —                |
| Ковалькова           | 0,4 %      | —          | 0,3 %       | —          | 0 %           | —             | —                |
| Козлов               | 0,6 %      | —          | 0,5 %       | 0,3 %      | 1,0 %         | —             | —                |
| Непомнящих           | 0,4 %      | —          | 0,4 %       | —          | 0 %           | —             | —                |
| Таболич              | 1,4 %      | 2,3 %      | 0,3 %       | 0,9 %      | 2,0 %         | —             | —                |
| Против всех          | —          | 15,4 %     | 8,9 %       | 7,7 %      | 4,0 %         | 7,4 %         | 9 % (± 2 %)      |

Лидеры указанных интернет-опросов Виктор Бабарико, Сергей Тихановский и Валерий Цепкало стали упоминаться в СМИ как тройка альтернативных лидеров. Каждому из альтернативной тройки было отказано в регистрации в качестве кандидата в президенты Республики Беларусь на разных этапах избирательной кампании.

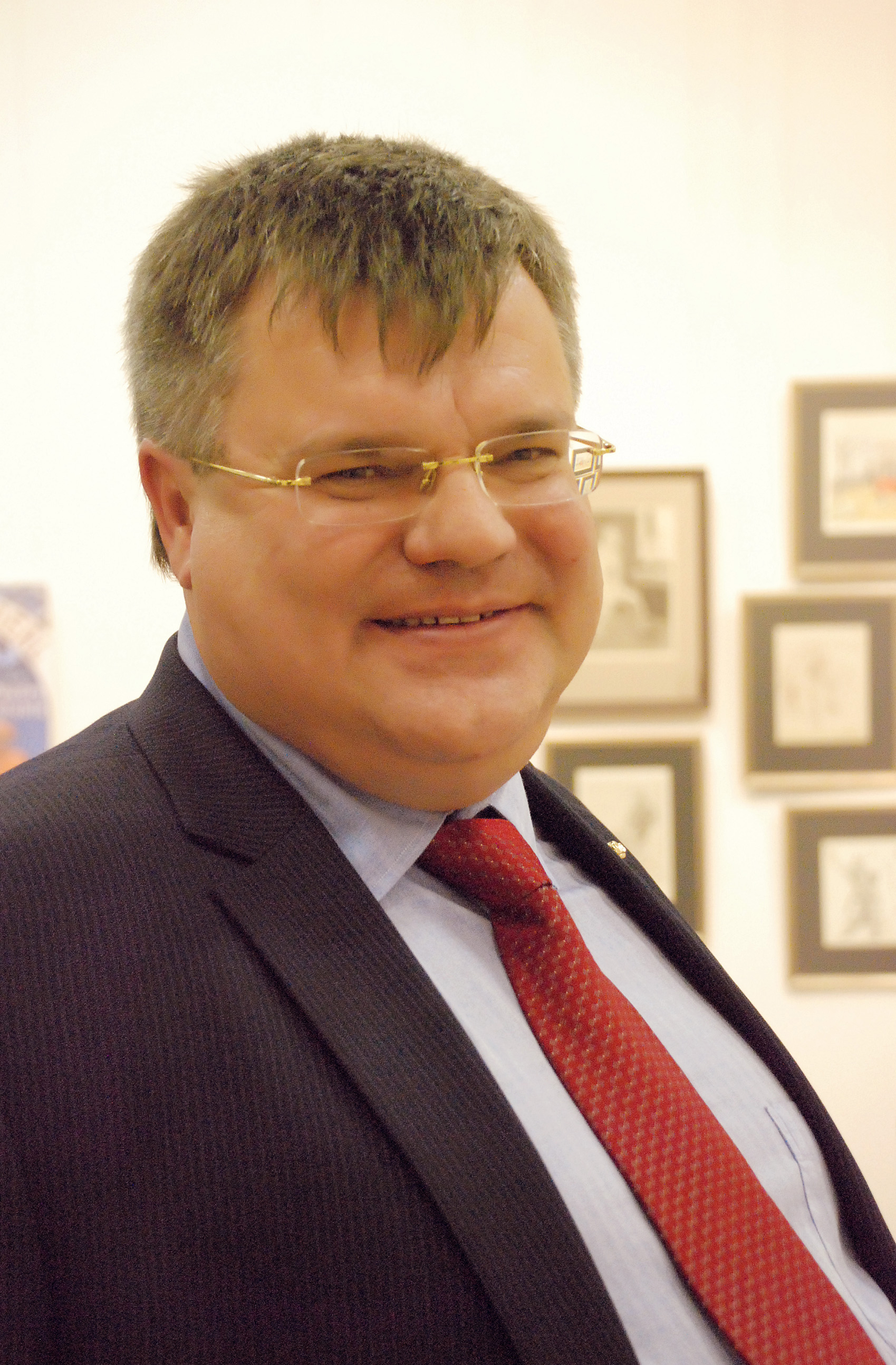
Виктор Бабарико
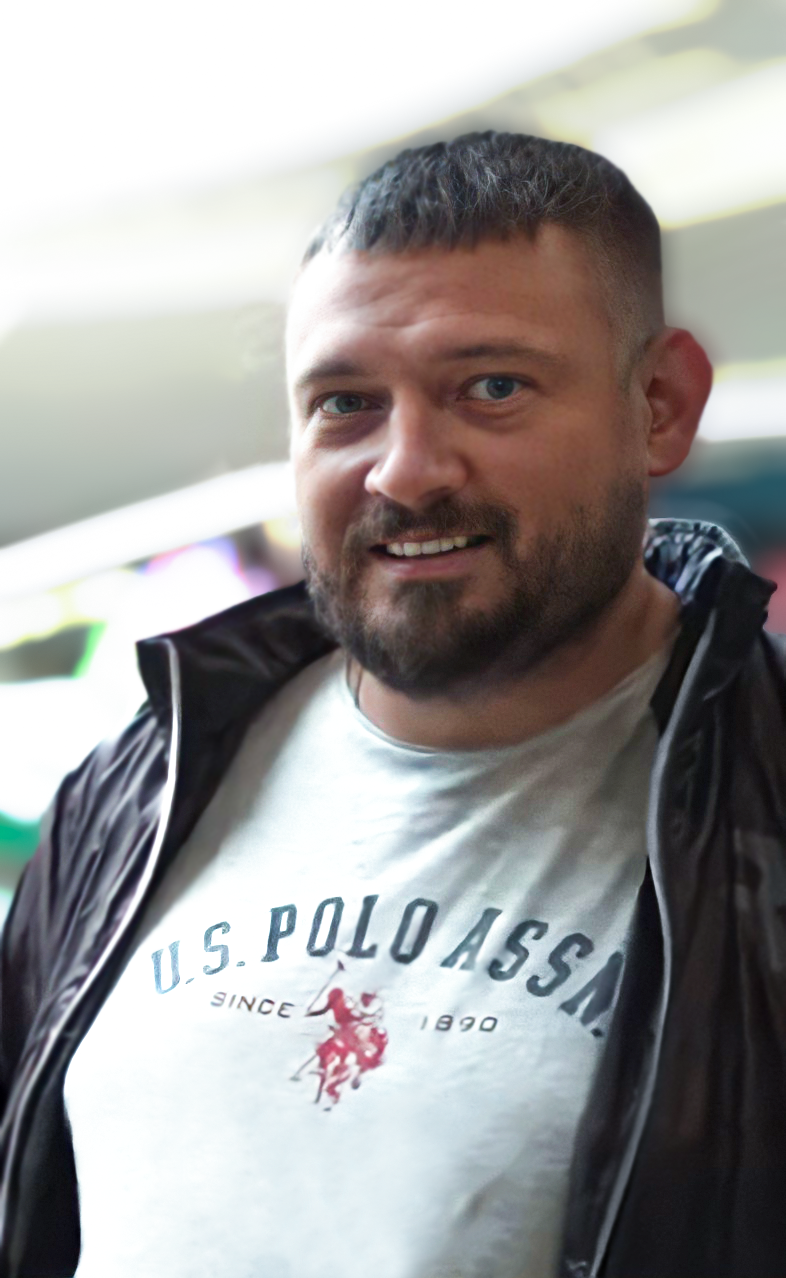
Сергей Тихановский
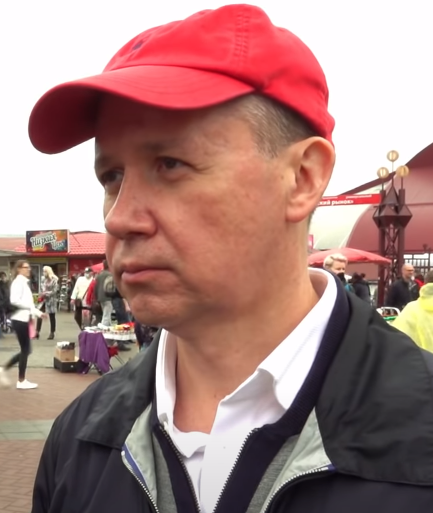
Валерий Цепкало

Сергей Тихановский и Виктор Бабарико были арестованы на этапе сбора подписей. Правозащитные организации признали обоих политическими заключёнными. Опасаясь ареста, Валерий Цепкало покинул страну вместе с детьми, не дожидаясь окончания периода агитации.

### Реакция
В оппозиционных СМИ и социальных сетях по итогам интернет-опросов действующего президента Александра Лукашенко стали называть «Саша три процента».
Как сообщил пресс-секретарь Белорусской ассоциации журналистов Борис Горецкий, в конце мая представителей ряда негосударственных СМИ вызывали в министерство информации и настоятельно рекомендовали им больше не публиковать подобные опросы.
В начале июня Национальная академия наук Беларуси приравняла голосования аудитории на сайтах СМИ к опросам общественного мнения, для проведения которых в стране нужна аккредитация. В противном случае СМИ грозит штраф.

### Экзитполы

#### Государственный экзитпол
Государственный экзитпол был проведён Молодёжной лабораторией, данные которые были собраны внутри страны.
| Государственный экзитпол | Государственный экзитпол | Государственный экзитпол | Государственный экзитпол | Государственный экзитпол |
| ------------------------ | ------------------------ | ------------------------ | ------------------------ | ------------------------ |
| 1. Лукашенко             |                          |                          | 79,7 %                   |                          |
| 2. Тихановская           |                          |                          | 6,8 %                    |                          |
| 3. Канопацкая            |                          |                          | 2,3 %                    |                          |
| 4. Дмитриев              |                          |                          | 1,1 %                    |                          |
| 5. Черечень              |                          |                          | 0,9 %                    |                          |
| Против всех              |                          |                          | 9,2 %                    |                          |

#### Негосударственные экзитполы
Для проведения экзитполов в Беларуси требуется специальное разрешение. Разрешение на проведение общенационального экзитпола было получено молодёжной лабораторией социологических исследований при Республиканском союзе общественных объединений «Белорусский комитет молодёжных организаций», а его инициатором является представительство телерадиокомпании «Мир» в Беларуси.
Тем не менее, в большинстве европейских и в других странах экзитполы не требуют каких-либо разрешений — они могут проводиться любой организацией или группой людей. Президентские выборы на избирательных участках в посольствах или консульствах Беларуси за рубежом пройдут в 34 странах. Белорусы за рубежом выдвинули инициативы по проведению опросов в как минимум в 19 странах. Чтобы оставаться в правовом поле и не нарушать законодательство Беларуси и страны, в которой проводится опрос, предполагается организовать экзитполы не на территории посольств или консульств, а на небольшом расстоянии от них. Основной целью опросов организаторы заявляют сбор статистики по результатам голосования и её открытое распространение среди всех заинтересованных сторон.
Результаты негосударственных экзитполов на зарубежных участках:
| Независимый экзитпол на зарубежных участках | Независимый экзитпол на зарубежных участках | Независимый экзитпол на зарубежных участках | Независимый экзитпол на зарубежных участках | Независимый экзитпол на зарубежных участках |
| ------------------------------------------- | ------------------------------------------- | ------------------------------------------- | ------------------------------------------- | ------------------------------------------- |
| 1. Тихановская                              |                                             |                                             | 86,9 %                                      |                                             |
| 2. Лукашенко                                |                                             |                                             | 3,9 %                                       |                                             |
| 3. Черечень                                 |                                             |                                             | 0,4 %                                       |                                             |
| 4. Дмитриев                                 |                                             |                                             | 0,4 %                                       |                                             |
| 5. Канопацкая                               |                                             |                                             | 0,4 %                                       |                                             |
| Уничтожили бюллетень                        |                                             |                                             | 0,05 %                                      |                                             |
| Отказ отвечать                              |                                             |                                             | 6,5 %                                       |                                             |
| Против всех                                 |                                             |                                             | 1,4 %                                       |                                             |

Список стран, где проводились независимые экзитполы:
- Австрия;
- Бельгия;
- Великобритания;
- Испания;
- Грузия;
- США;
- Израиль;
- Италия;
- Канада;
- Литва;
- Нидерланды;
- Германия;
- Польша;
- Россия;
- Украина;
- Финляндия;
- Франция;
- Чехия;
- Швейцария;
- Швеция;
- Эстония.

## Наблюдение за выборами

### Международное наблюдение
Бюро по демократическим институтам и правам человека ОБСЕ объявило, что не будет направлять в Беларусь наблюдательную миссию в связи с тем, что отсутствие своевременного приглашения не позволяет провести полноценное наблюдение за всеми этапами избирательного процесса.
В связи с отсутствием своевременного приглашения от Беларуси для наблюдения за выборами, Парламентская ассамблея ОБСЕ отказалась от направления международных наблюдателей, заявив, что Беларусь фактически воспрепятствовала наблюдению за ключевыми частями избирательного процесса, такими как формирование избирательных комиссий и регистрация кандидатов.
Парламентская ассамблея Совета Европы также приняла решение не направлять своих наблюдателей на выборы в Беларусь.
ЦИК России не получила официального приглашения от Беларуси для участия в наблюдении за выборами президента республики и приняла решение не направлять туда своих наблюдателей. Кроме того, ЦИК России не направил в Беларусь своих представителей в составе наблюдательной миссии СНГ.
В составе миссий наблюдателей от Межпарламентской ассамблеи СНГ, Исполнительного комитета СНГ и от Парламентского собрания Союза России и Беларуси, за президентскими выборами в Беларуси наблюдали десять представителей Федерального собрания. Семь членов Совфеда: Олег Мельниченко, Сергей Мартынов, Сергей Митин, Александр Башкин, Александр Вайнберг, Владимир Круглый, Алексей Кондратьев. Трое депутатов Госдумы: Артём Туров («Единая Россия»), Павел Шперов (ЛДПР) и Сергей Крючек («Справедливая Россия»). Возглавлял миссию наблюдателей исполнительный секретарь СНГ Сергей Лебедев (экс-директор Службы внешней разведки России). Все они признали выборы честными, конкурентными и открытыми.
Директор Института стран СНГ, первый заместитель председателя комитета Государственной думы по делам Содружества Независимых Государств и связям с соотечественниками Константин Затулин назвал предстоящие выборы «действом», заявил, что их можно назвать «так называемыми» и выступил против направления российских наблюдателей на выборы в Беларусь, в том числе по линии Государственной думы.

### Национальное наблюдение
В ходе избирательной кампании Центризбирком Беларуси ограничил число наблюдателей на выборах президента, внеся изменения в порядок направления национальных наблюдателей на избирательные участки: в основной день голосования число наблюдателей на участках сокращено до 5 человек, а во время досрочного голосования — до 3 человек.
По состоянию на 3 августа Центризбирком Беларуси зарегистрировал 48 642 национальных наблюдателя, большинство из которых представляет провластные общественные объединения.
В ходе досрочного голосования независимых наблюдателей стали массово не допускать на избирательные участки, в том числе предлагая наблюдать на улице через окно, а также выгонять с избирательных участков под угрозой лишения аккредитации. Правозащитники сообщают о задержаниях 5 августа 12 независимых наблюдателей на избирательных участках.

## Борьба с фальсификациями на выборах
Чтобы предотвратить фальсификацию на выборах, был создан проект «Голос» из социального хакатона «Social Technology Hackathon 2020», на котором разрабатывались решения для предупреждения возможных фальсификаций на выборах президента Беларуси.
Организаторами хакатона выступили штабы не допущенных к выборам претендентов Валерия Цепкало и Виктора Бабарико, а также инициатива «Честные люди», которая выступает за проведение честных выборов в республике. Одним из главных разработчиков «Голоса» стал (по его собственному заявлению) Павел Либер из EPAM Systems. Основатель EPAM Systems Аркадий Добкин был одним из инициаторов создания Белорусского парка высоких технологий, который ранее длительное время возглавлял Цепкало.
4 августа активисты правозащитной компании «Free Belarus» заявили, что составляют списки лиц, ответственных за репрессии и фальсификации выборов в Беларуси, для введения точечных санкций со стороны стран Запада и международных структур.

## День выборов
В день выборов в Беларуси были заблокированы социальные сети, мессенджеры, доступ в сеть Интернет был резко ограничен (безотказно работали лишь сайты президента Беларуси, БелТА и некоторые специализированные сайты; при этом власти заявили, что «интернет в Беларуси отключают из-за рубежа»).
На всех въездах в столицу были установлены блокпосты, где выборочно проверяли автомобили. Кроме сотрудников ГАИ, на блокпостах находились военные на спецтехнике с автоматами.
На ряде избирательных участков в Беларуси в день выборов образовались очереди. Очереди образовались также на участках в Варшаве, Киеве, Москве, Санкт-Петербурге, Гааге. На некоторых участках в Минске, в нарушение закона, голосование продолжалось после 20:00.
Вечером в день выборов произошли собрания избирателей у участков, где по законодательству избирательные комиссии обязаны были вывесить копии протоколов подсчёта голосов. Обнародование протоколов с большинством голосов, поданных за Александра Лукашенко и, по мнению некоторых наблюдателей, фальсифицированных, вызывало острую негативную реакцию собравшихся, которые встречали выходящих членов избирательных комиссий криками. Некоторые избирательные комиссии вообще так и не вывесили протоколы, выходя из избирательных участков для проезда в территориальные избирательные комиссии (ТИК) в сопровождении служащих милиции и ОМОН, иногда с чёрного хода. Результаты с преобладанием голосов за Светлану Тихановскую, наоборот, встречали приветственно. Затем стихийные собрания переместились к ТИКам, а позже многотысячные митинги стеклись в центры городов по всей Беларуси. Во время акций протеста, начавшихся из-за несогласия граждан с нарушениями, произошли массовые столкновения в столице, областных центрах и ряде городов Беларуси протестующих с милицией, внутренними войсками и спецназом, те применяли слезоточивый газ, светошумовые гранаты, водомёты и резиновые пули. Кандидат в президенты Светлана Тихановская обратилась к сотрудникам милиции и своим сторонникам с призывом остановить насилие. Всего в стране в ночь с 9 на 10 августа было задержано около 3 тыс. граждан, в том числе более 2 тыс. — в Минске. По фактам массовых беспорядков возбуждены уголовные дела.
Во время силового разгона недовольных результатами президентских выборов в Минске серьёзно пострадал журналист «Медузы» Максим Солопов. Также с применением насилия были задержаны корреспонденты «Daily Storm» Антон Старков и Дмитрий Ласенко. RT сообщило о задержании трёх стрингеров. Из-за отсутствия аккредитации была задержана и депортирована в Россию съёмочная группа телеканала «Дождь». Журналисты TUT.BY также стали свидетелями того, как во время разгона пострадал один из журналистов, имевший временную аккредитацию МИД.
Около 1 часа ночи 10 августа председатель Центризбиркома Лидия Ермошина была эвакуирована из Дома правительства.

## Преследование оппозиции и массовые акции протеста

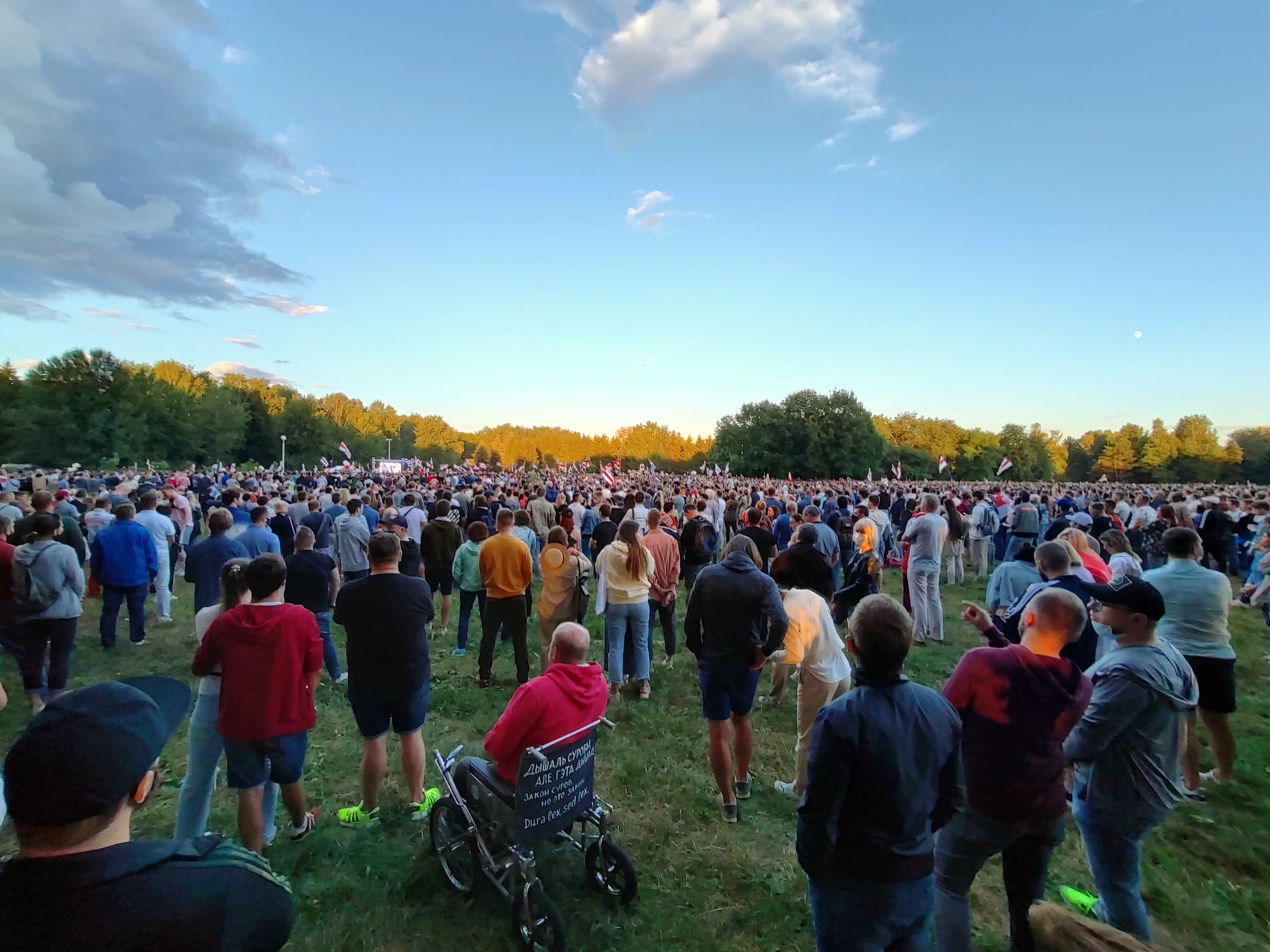
Митинг в поддержку Светланы Тихановской в Минске 30 июля 2020 г.

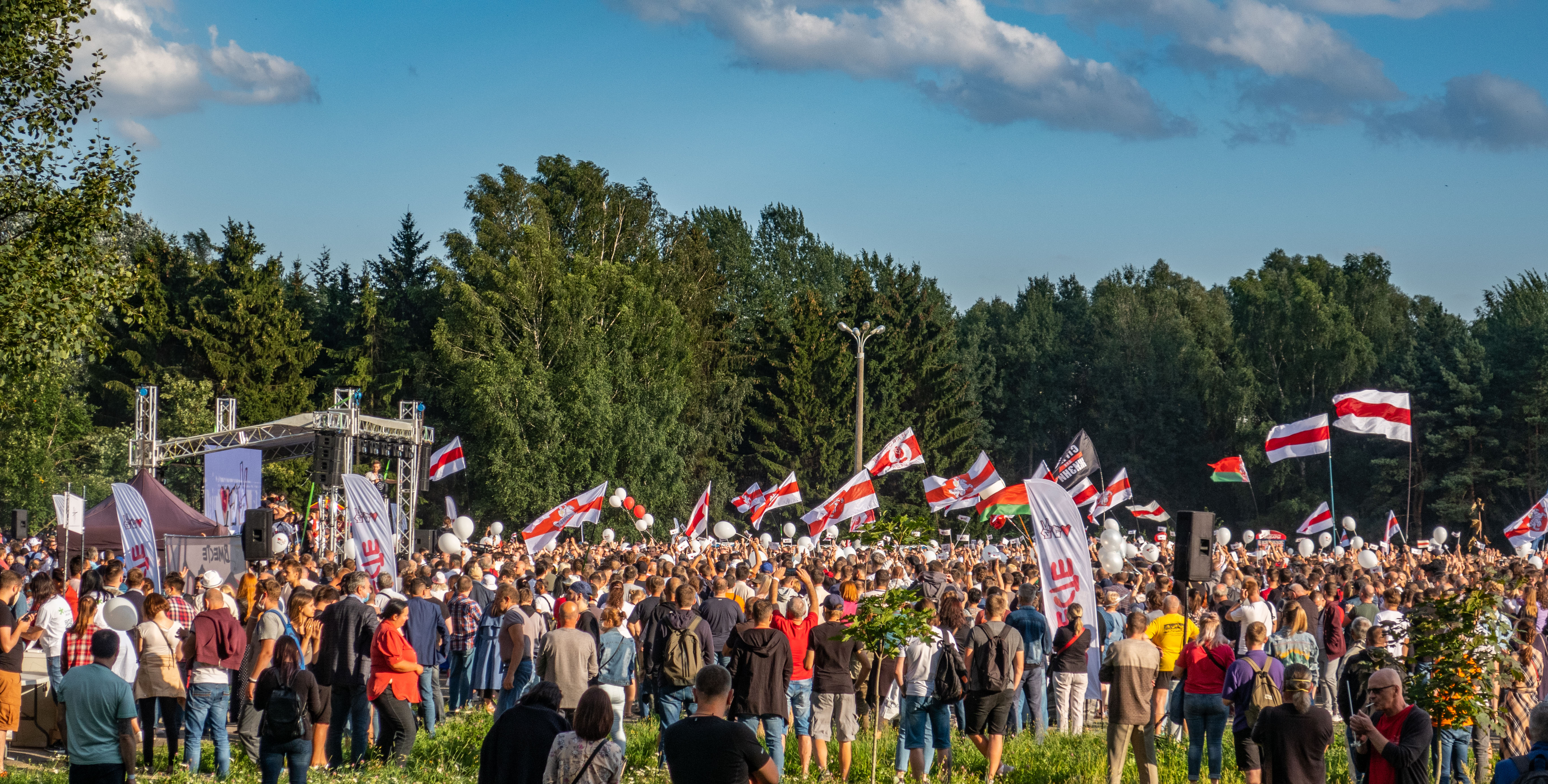
Митинг в поддержку Светланы Тихановской в Минске 30 июля 2020 г.

29 мая 2020 года во время пикета по сбору подписей в поддержку выдвижения Светланы Тихановской на пост Президента Беларуси, который состоялся в Гродно, милицией был задержан руководитель её инициативной группы Сергей Тихановский и как минимум ещё 9 граждан, принявших участие в пикете.
30 мая стало известно, что по факту насилия в отношении сотрудников милиции (статья 364 УК РБ) в ходе столкновения с активистами Тихановской возбуждено уголовное дело, в котором, предположительно, принимал участие Тихановский и другие задержанные. Тихановский и ещё 7 задержанных были помещены в следственный изолятор Минска.
В настоящий момент это уголовное дело переквалифицировано по ч. 1 ст. 342 УК (Организация и подготовка действий, грубо нарушающих общественный порядок). Предъявлено обвинение и избрана мера пресечения в отношении 10 лиц. В инициативной группе, фигуранты которой в том числе привлекаются к уголовной ответственности в настоящий момент, было порядка полусотни судимых лиц, больше десятка — неоднократно судимых. Как раз практически все из них и являются фигурантами настоящего уголовного дела.
Заявления действующего президента Лукашенко против Тихановского, создание конфликтной ситуации на пикете неизвестной женщиной, а также последующая реакция на инцидент со стороны государственных СМИ позволил правозащитникам сделать вывод, что Тихановский мог быть спровоцирован и признан политзаключённым.
31 мая активисты и блогеры были задержаны по всей Беларуси, включая сборщиков подписей и политика Николая Статкевича.
1 июня претендент в кандидаты на пост президента Виктор Бабарико подал в ЦИК обращение о фактах нарушения законодательства претендентом в кандидаты Александром Лукашенко во время избирательной кампании. Согласно заявлениям Бабарико, к фактам нарушения проведения избирательного процесса относятся: прямые оскорбления в адрес претендентов в кандидаты, использование Лукашенко и его избирательным штабом административного ресурса (к их числу относят задокументированные обращения студентов об их принуждении ставить подписи за Лукашенко), заведомо ложные сведения. На основании фактов, изложенных в обращении, Бабарико потребовал от ЦИК вынести предупреждение Лукашенко за нарушение ст. 47 Избирательного кодекса. Рассмотрев 4 июня жалобу Бабарико, ЦИК отказала в её удовлетворении.
9 июня на совещании по вопросам деятельности государственных органов системы обеспечения национальной безопасности Лукашенко потребовал «не допустить превращения сбора подписей в несанкционированные митинги и массовые мероприятия с нарушением всех мыслимых и немыслимых законов и норм морали». Он также сообщил, что в адрес государственных служащих, руководителей участковых комиссий, которые проводили парламентские выборы, в адрес их семей посыпались угрозы. Лукашенко потребовал от правоохранительных органов обратить на это самое серьёзное внимание и привлечь виновных к ответственности.

### Акции солидарности в поддержку белорусов в городах мира

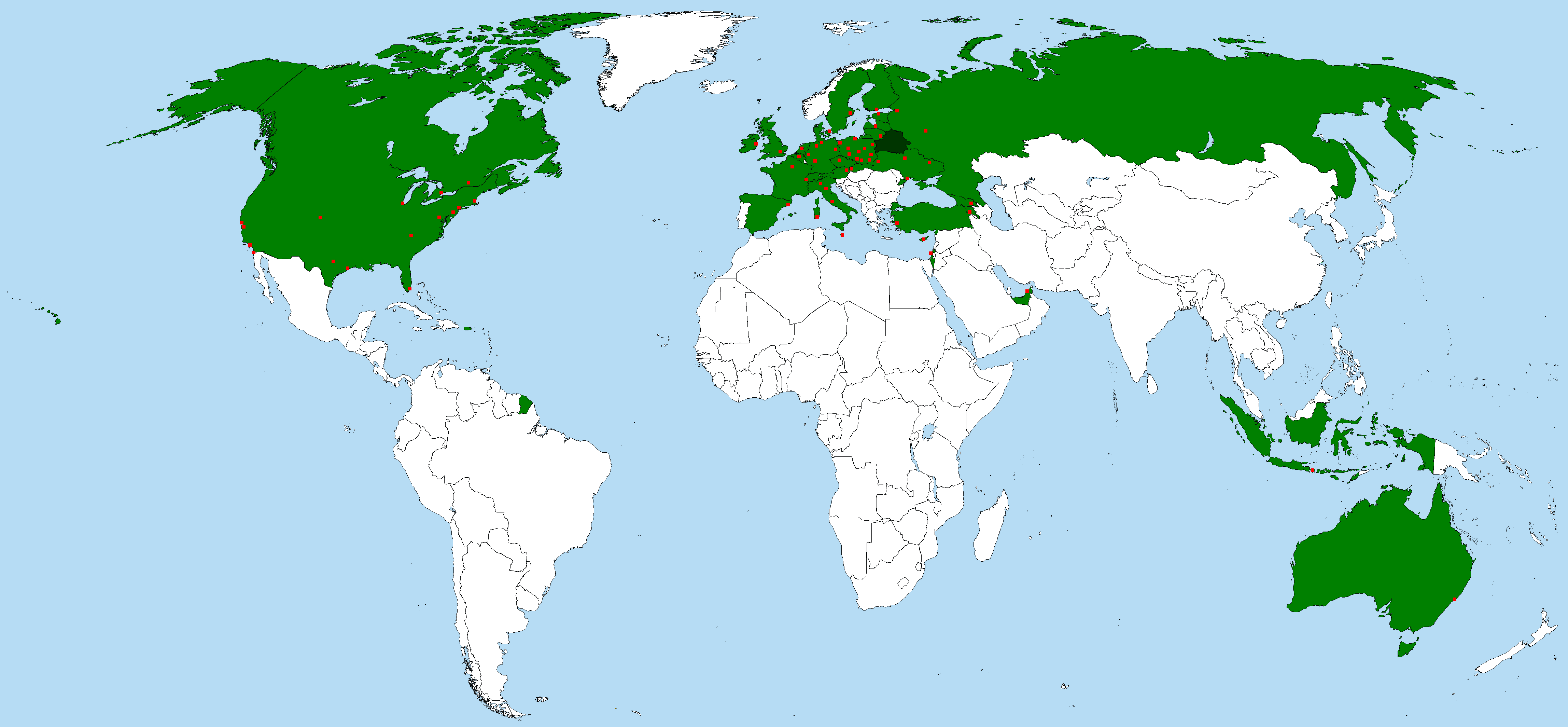
Беларусь
Страны, где прошли акции солидарности

Акции солидарности в поддержку белорусов прошли в более чем 20 странах и в более чем 30 городах мира.
Полужирным отмечена столица страны. Курсивом отмечены страны — соседи Беларуси.
| #  | Страна              | Страна         | Город(-а)                                                                 | #  | Страна           | Страна     | Город(-а)                                                                                                   |
| -- | ------------------- | -------------- | ------------------------------------------------------------------------- | -- | ---------------- | ---------- | --- |
| 1  | Флаг Австралии      | Австралия      | Сидней Перт                                                               | 16 | Флаг Нидерландов | Нидерланды | Амстердам, Гаага                                                                                            |
| 2  | Флаг Австрии        | Австрия        | Вена                                                                      | 17 | Флаг ОАЭ         | ОАЭ        | Дубай |
| 3  | Флаг Бельгии        | Бельгия        | Брюссель                                                                  | 18 | Флаг Польши      | Польша     | Белосток, Варшава, Вроцлав, Гданьск, Краков                                                                 |
| 4  | Флаг Великобритании | Великобритания | Лондон                                                                    | 19 | Флаг России      | Россия     | Москва, Санкт-Петербург, Хабаровск                                                                          |
| 5  | Флаг Германии       | Германия       | Берлин, Бремен, Гамбург, Мангейм, Мюнхен, Дюссельдорф, Франкфурт на Майне | 20 | Флаг Словакии    | Словакия   | Братислава                                                                                                  |
| 6  | Флаг Грузии         | Грузия         | Тбилиси                                                                   | 21 | Флаг США         | США        | Атланта, Бостон, Денвер, Лос-Анджелес, Майами, Нью-Йорк, Остин, Сан-Франциско, Сан-Хосе, Холландейл, Чикаго |
| 7  | Флаг Дании          | Дания          | Копенгаген                                                                | 22 | Флаг Турции      | Турция     | Измир |
| 8  | Флаг Израиля        | Израиль        | Тель-Авив                                                                 | 23 | Флаг Украины     | Украина    | Киев, Харьков                                                                                               |
| 9  | Флаг Индонезии      | Индонезия      | Провинция Бали                                                            | 24 | Флаг Финляндии   | Финляндия  | Хельсинки                                                                                                   |
| 10 | Флаг Испании        | Испания        | Барселона, Мадрид                                                         | 25 | Флаг Франции     | Франция    | Париж, Ницца                                                                                                |
| 11 | Флаг Италии         | Италия         | Болонья                                                                   | 26 | Флаг Чехии       | Чехия      | Прага |
| 12 | Флаг Канады         | Канада         | Ванкувер, Торонто                                                         | 27 | Флаг Швейцарии   | Швейцария  | Берн |
| 13 | Флаг Кипра          | Кипр           | Лимасол, Никосия                                                          | 28 | Флаг Швеции      | Швеция     | Стокгольм                                                                                                   |
| 14 | Флаг Латвии         | Латвия         | Рига                                                                      | 29 | Флаг Эстонии     | Эстония    | Таллин |
| 15 | Флаг Литвы          | Литва          | Вильнюс                                                                   | 30 | Флаг Армении     | Армения    | Ереван |

### Давление на Виктора Бабарико и его окружение
Утром 11 июня в головной офис Белгазпромбанка, которым до 12 мая руководил Виктор Бабарико, явились сотрудники Департамента финансовых расследований Комитета государственного контроля (ДФР) с обыском. В пресс-службе Комитета госконтроля сообщили, что Департамент финансовых расследований возбудил уголовное дело по ч. 2 ст. 243 «Уклонение от уплаты налогов и сборов в особо крупном размере» и по ч. 2 ст. 235 «Легализация средств, полученных преступным путём, в особо крупном размере». Также с обыском явились к компаниям-партнёрам банка: «ПриватЛизинг», «Кампари» и страховой компании «Кентавр». В связи с обысками в головном офисе банка произошла блокировка краудфандинговой платформы «MolaMola», через которую собирались деньги на нужды врачей в период коронавирусной инфекции.

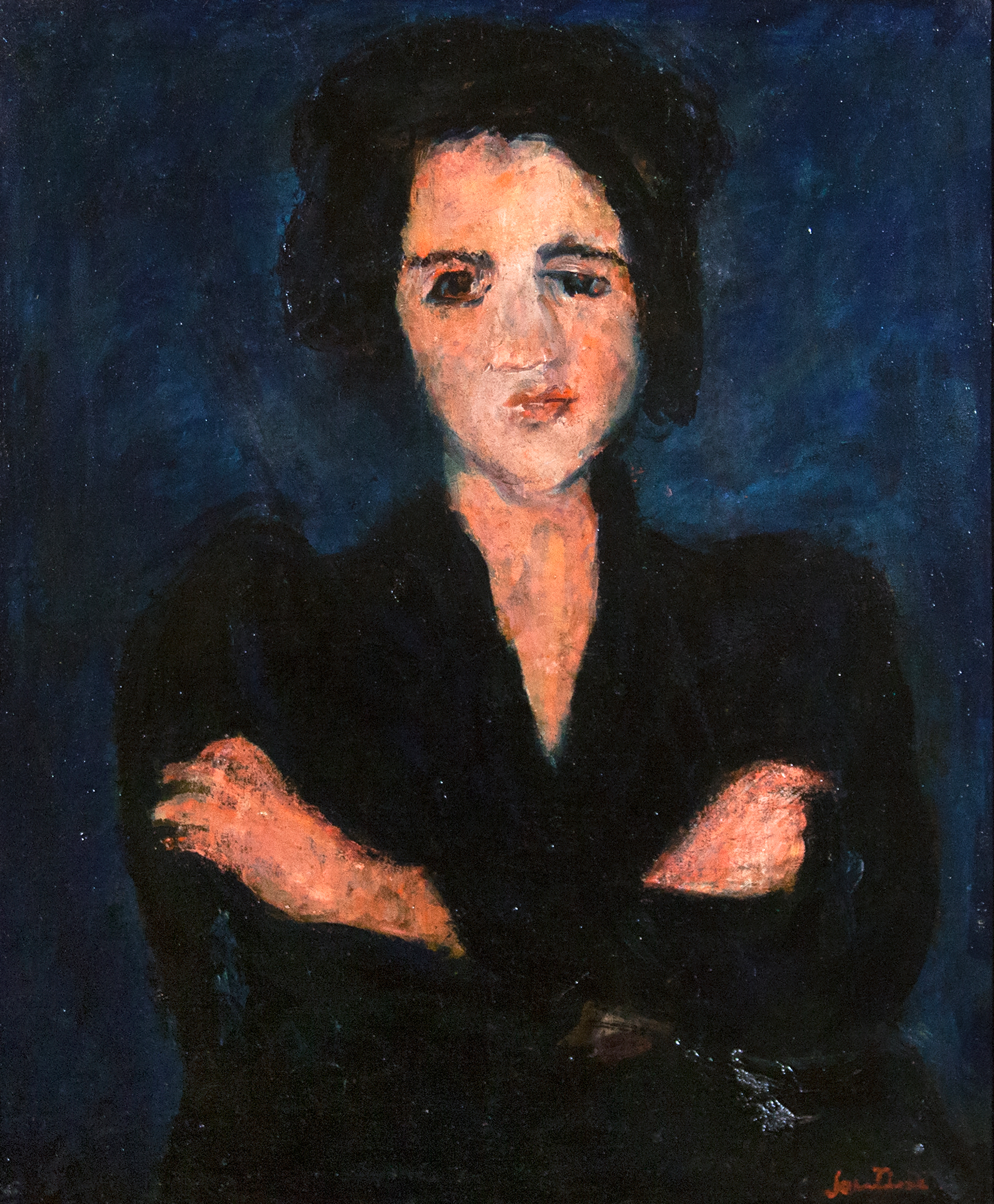
Картина Хаима Сутина «Ева», которая также была изъята Департаментом финансовых расследований

12 июня стало известно о задержании членов штаба Виктора Бабарико — координатора по Могилёвской области и руководителя филиала Белгазпромбанка. 15 июня в эфире государственного телеканала «Беларусь 1» сообщили, что к уголовному делу приобщили 150 картин из частной коллекции Белгазпромбанка на сумму около 20 млн $. Картины данной коллекции выкуплены на зарубежных аукционах. Авторами данных художественных произведений являются художники белорусского происхождения — так называемой «Парижской школы». 35 экспонатов собрания включены в Государственный список историко-культурных ценностей Республики Беларусь. Также в эфире телеканала было заявлено об «изъятии около 4 млн $, ценных бумаг стоимостью 500 000 $, золота, облигаций, дигипассов и другого имущества». Днём того же дня стало известно о вводе в правление банка временной администрации под предлогом «защиты интересов вкладчиков и кредиторов Белгазпромбанка, недопущения ухудшения его финансового состояния». Позже стало известно о нахождении в СИЗО КГБ ещё соратников — подруги семьи Бабарико и члена его инициативной группы, координатора по одному из районов Минска Светланы Купреевой, у которой было арестовано и описано имущество. По данным на 16 июня, по возбуждённым уголовным делам было задержано 15 человек.
17 июня стало известно о том, что банковский счёт, на котором находится сформированный избирательный фонд, заблокирован, что не позволяет в полной мере реализовать избирательное право, поскольку кампанию можно проводить, руководствуясь деньгами из данного счёта, находящегося в государственном банке. 18 июня, в последний день сбора и сдачи подписей, Виктор и его сын Эдуард отправились сдавать очередную часть подписей и перестали выходить на связь. Позже появилась информация, что они были задержаны ДФР КГК и вывезены на допрос. При прибытии прессы главный вход в здание госучреждения закрыли на ключ. Адвокатов Бабарико не пустили в здание госучреждения из-за «учений». В этот же день в дом Виктора Бабарико явились сотрудники ДФР с обыском. По состоянию на вечер того же дня, Виктор и Эдуард Бабарико находятся в СИЗО КГБ.
19 июня Генпрокурор Беларуси Александр Конюк заявил, что действия фигурантов «дела Белгазпромбанка» создали реальную угрозу интересам национальной безопасности Беларуси. Возбуждено уголовное дело по ч. 2 и 3 ст. 285 «Создание преступной организации либо участие в ней» УК РБ. За это может грозить до 15 лет лишения свободы.
22 июня на фоне задержания Виктора Бабарико президент Беларуси Александр Лукашенко заявил, что он не использует политическое давление на своих соперников на президентских выборах.
На различных петиционных сайтах были созданы петиции как за освобождение Бабарико, так и общие петиции за свободные выборы.

## Предположения о российском вмешательстве
Впервые в истории президентских выборов в Беларуси, ещё до начала предвыборной кампании, нынешним президентом Беларуси было заявлено об иностранном «российском вмешательстве» с целью влияния на ход и результаты выборов. Российские власти отрицают вмешательство.
11 июня в офисах Белгазпромбанка прошли обыски, возбуждено 2 уголовных дела. В этот же день ПАО «Газпром» и АО «Газпромбанк» в совместном заявлении назвали действия по назначению и. о. председателя правления и и. о. заместителя председателя правления ОАО «Белгазпромбанк» незаконными. Комментируя уголовное дело в отношении руководства Белгазпромбанка, председатель Белтелерадиокомпании Иван Эйсмонт заявил о факте «вмешательства иностранного государства в белорусские внутренние дела».
18 июня, после задержания В. Бабарико, председатель Комитета государственного контроля Иван Тертель заявил, что за деятельностью Бабарико стояли «кукловоды» и большие начальники в «Газпроме», а может быть, и выше. 19 июня Александр Лукашенко заявил, что сорваны маски с кукловодов, которые сидят за пределами Беларуси. В этот же день пресс-секретарь Президента России Дмитрий Песков заявил, что обвинения в адрес российских компаний со стороны Беларуси являются голословными.
В конце июня председатель ЛДПР Владимир Жириновский заявил, что президент Беларуси Александр Лукашенко на этот раз проигрывает выборы.
9 июля белорусский политолог Пётр Петровский после встречи с Лукашенко заявил, что в Беларуси было задержано 4 сотрудника главного разведывательного управления России, а позже отказался от своих слов.

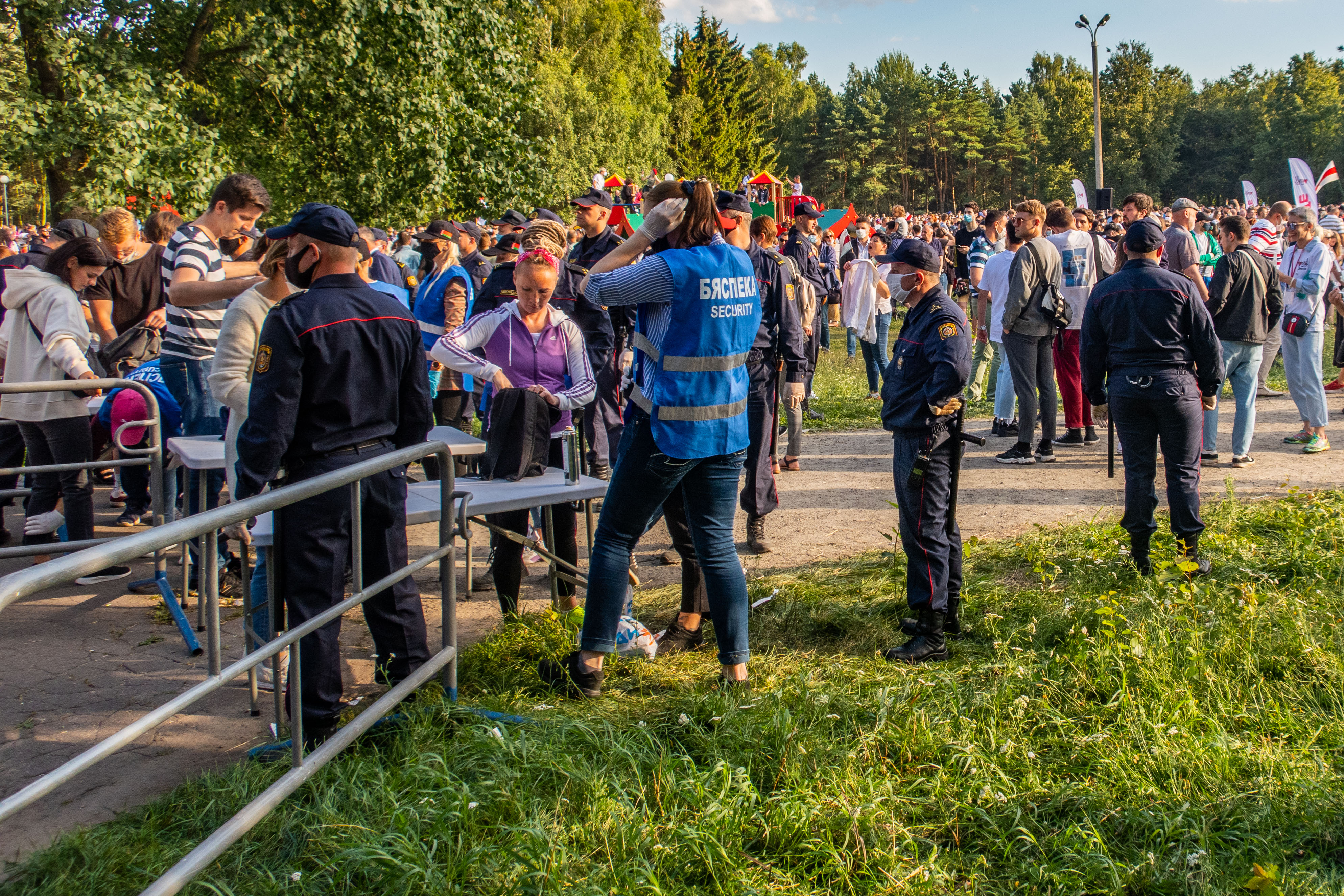
После заявления о российском вмешательстве и ареста 32 предполагаемых российских боевиков были ужесточены меры безопасности на предвыборных мероприятиях: усилено присутствие органов внутренних дел, места митингов должны ограждаться забором с организацией пропускных пунктов с досмотром личных вещей

### Инцидент с «вагнеровцами»
29 июля 2020 года в Минском районе силами группы «Альфа» КГБ при поддержке ОМОНа ГУВД Мингорисполкома были задержаны 32 гражданина России, которых назвали боевиками так называемой «частной военной компании (ЧВК) Вагнера», прибывшими для дестабилизации обстановки в период избирательной кампании, ещё одного гражданина России задержали в этот же день в Калинковичах.
Против задержанных в Беларуси россиян возбуждено уголовное дело о теракте, украинской стороне был передан список задержанных для проверки на предмет их участия в вооружённом конфликте на востоке Украины.
Заместитель председателя комитета Госдумы России по обороне Юрий Швыткин заявил, что информация БелТА о захваченных бойцах ЧВК вызывает «большие сомнения». «Я думаю, что Лукашенко просто-напросто впервые столкнулся с реальной конкуренцией со стороны других претендентов», — отметил он и подчеркнул, что Москва будет работать с любым президентом, которого изберёт белорусский народ.
МИД России заявил, что «одиозная трактовка белорусской стороной задержания 33 граждан России не выдерживает никакой критики», а пресс-секретарь Президента России Дмитрий Песков заявил, что рассуждения о готовившихся наёмниками «ЧВК Вагнера» провокациях перед выборами президента без передачи российской стороне «исчерпывающей информации» о противоправных действиях задержанных являются «инсинуациями».
Правоохранительными органами Беларуси была получена информация о прибытии на территорию страны более 200 боевиков для дестабилизации обстановки в период избирательной кампании.
4 августа Александр Лукашенко заявил о поступившей в тот день информации о ещё одном переброшенном на юг Беларуси отряде боевиков, призвал зарубежных партнёров не подбрасывать в Беларусь ядерное оружие и не взрывать обстановку, пригрозив проблемами на пространстве до Владивостока.
По словам кандидата в президенты Андрея Дмитриева, участвовавшего 30 июля в проводившейся в ЦИК Беларуси встрече с кандидатами в президенты и их представителями, госсекретарь Совета безопасности Андрей Равков заявил, что в России под Псковом и Невелем формируются ещё две группировки в подобных целях.
14 августа 32 из 33 граждан России были возвращены в РФ.
Впоследствии официальной позицией российской стороны стало, что прибытие 33 россиян якобы оказалось провокацией украинских и других спецслужб. По данным Кремля, 9 августа президенты РФ и РБ в телефонном режиме обсудили ситуацию и заявили о её урегулировании в духе взаимопонимания.
8 августа Посол РФ в Минске назвал задержание 33 россиян «аферой третьей страны», целью которого является провокация, которое, по его мнению, имеет намерением ухудшить отношения России и Беларуси. Часть украинских СМИ, бывший руководитель офиса президента Украины Андрей Богдан и экс-секретарь Совета национальной безопасности и обороны Украины Александр Турчинов поддержали эту версию, представив её расширение: спецслужбы Украины якобы готовились аварийно посадить самолёт с наёмниками в Украине и арестовать их, однако операция была сорвана из-за утечки секретной информации из офиса президента Украины Зеленского. Служба безопасности Украины и Зеленский отвергли эту версию. Депутаты Верховной рады выдвинули проект создания временной следственной комиссии, а 11 сентября генпрокурор Украины Ирина Венедиктова заявила об открытии уголовных дел по расследованию обвинений в утечке.
8 сентября 2021 года вышел фильм на телеканале CNN, в котором утверждалось, что ЦРУ оказывало Украине материальную, техническую, консультационную поддержку по подготовке к задержанию «вагнеровцев», напрямую не участвуя в операции.

## Досрочное голосование
4 августа началось досрочное голосование. По данным ЦИК, явка за 5 дней досрочного голосования составила 41,7 %.
Уже в первый день досрочного голосования на многих избирательных участках с кабинок, в которых должно проходить тайное заполнение бюллетеня, были сняты шторки, обеспечивавшие невозможность наблюдения за избирателями (впервые информация о том, что на выборах будут кабинки без шторок, появилась 31 июля).

## Официальные результаты
| Кандидат                                                                     | Кандидат                          | Субъект выдвижения                | Голосов   | %      |
| ---------------------------------------------------------------------------- | --------------------------------- | --------------------------------- | --------- | ------ |
|                                                                              | Александр Лукашенко               | Независимый кандидат              | 4 661 075 | 80,10  |
|                                                                              | Светлана Тихановская              | Независимый кандидат              | 588 619   | 10,12  |
|                                                                              | Анна Канопацкая                   | Независимый кандидат              | 97 489    | 1,68   |
|                                                                              | Андрей Дмитриев                   | «Говори правду»                   | 70 671    | 1,21   |
|                                                                              | Сергей Черечень                   | БСДГ                              | 66 613    | 1,14   |
| Против всех                                                                  | Против всех                       | Против всех                       | 267 363   | 4,59   |
| Действительных голосов                                                       | Действительных голосов            | Действительных голосов            | 5 751 830 | 98,85  |
| Недействительных голосов                                                     | Недействительных голосов          | Недействительных голосов          | 67 125    | 1,15   |
| Всего                                                                        | Всего                             | Всего                             | 5 818 955 | 100,00 |
| Зарегистрировано/явка избирателей                                            | Зарегистрировано/явка избирателей | Зарегистрировано/явка избирателей | 6 904 649 | 84,28  |
| Источник: Центризбирком Архивная копия от 8 сентября 2020 на Wayback Machine |                                   |                                   |           |        |

| Результаты голосования | Результаты голосования | Результаты голосования | Результаты голосования | Результаты голосования |
| ---------------------- | ---------------------- | ---------------------- | ---------------------- | ---------------------- |
| Лукашенко              |                        |                        | 80,10 %                |                        |
| Тихановская            |                        |                        | 10,12 %                |                        |
| Против всех            |                        |                        | 4,59 %                 |                        |
| Канопацкая             |                        |                        | 1,67 %                 |                        |
| Дмитриев               |                        |                        | 1,21 %                 |                        |
| Черечень               |                        |                        | 1,14 %                 |                        |

Согласно данным государственного экзитпола, проведённого Молодёжной лабораторией внутри страны, Лукашенко набрал 79,7 % голосов, а Тихановская — 6,8 %. Результаты государственного экзитпола резко разошлись с данными негосударственных экзитполов на зарубежных участках, по которым Тихановская набрала 86,9 %, Лукашенко — 3,9 % и с данными независимых опросов накануне выборов (средние значения: Тихановская — 71,8 %, Лукашенко — 12,3 %).

### По областям и городу Минску
- Зелёным и жирным выделен кандидат, одержавший победу.
- Жёлтым и жирным выделен кандидат, занявший 2-е место.

| Регион              | А. Дмитриев | С. Тихановская | А. Лукашенко | С. Черечень | А. Канопацкая |
| ------------------- | ----------- | -------------- | ------------ | ----------- | ------------- |
| Брестская область   | 1,19 %      | 10,47 %        | 81,95 %      | 1,12 %      | 1,25 %        |
| Витебская область   | 1,01 %      | 9,18 %         | 83,64 %      | 0,98 %      | 1,28 %        |
| Гомельская область  | 0,88 %      | 5,98 %         | 85,38 %      | 0,72 %      | 2,22 %        |
| Гродненская область | 1,11 %      | 13,81 %        | 78,72 %      | 0,98 %      | 1,19 %        |
| Минская область     | 1,52 %      | 11,81 %        | 79,23 %      | 1,33 %      | 1,36 %        |
| Могилёвская область | 0,74 %      | 4,73 %         | 88,06 %      | 0,74 %      | 0,97 %        |
| Город Минск         | 1,93 %      | 14,92 %        | 64,49 %      | 2,05 %      | 3,20 %        |
| Всего по стране     | 1,21 %      | 10,12 %        | 80,10 %      | 1,14 %      | 1,68 %        |

## Критика официальных результатов и альтернативный подсчёт голосов
| Кандидат              | Отправленные голоса | С фото  | %       |
| --------------------- | ------------------- | ------- | ------- |
| Светлана Тихановская  | 1 003 717           | 536 546 | 95,65 % |
| Александр Лукашенко   | 10 100              | 658     | 0,96 %  |
| Андрей Дмитриев       | 6 778               | 2 047   | 0,64 %  |
| Сергей Черечень       | 3 724               | 1 201   | 0,35 %  |
| Анна Канопацкая       | 2 491               | 688     | 0,23 %  |
| Против всех           | 18 137              | 4 357   | 1,72 %  |
| Не ходил(а) на выборы | 2 685               | —       | 0,25 %  |
| Испортил(а) бюллетень | 1 712               | 450     | 0,16 %  |
| Всего                 | 1 049 334           | 545 947 | 100 %   |

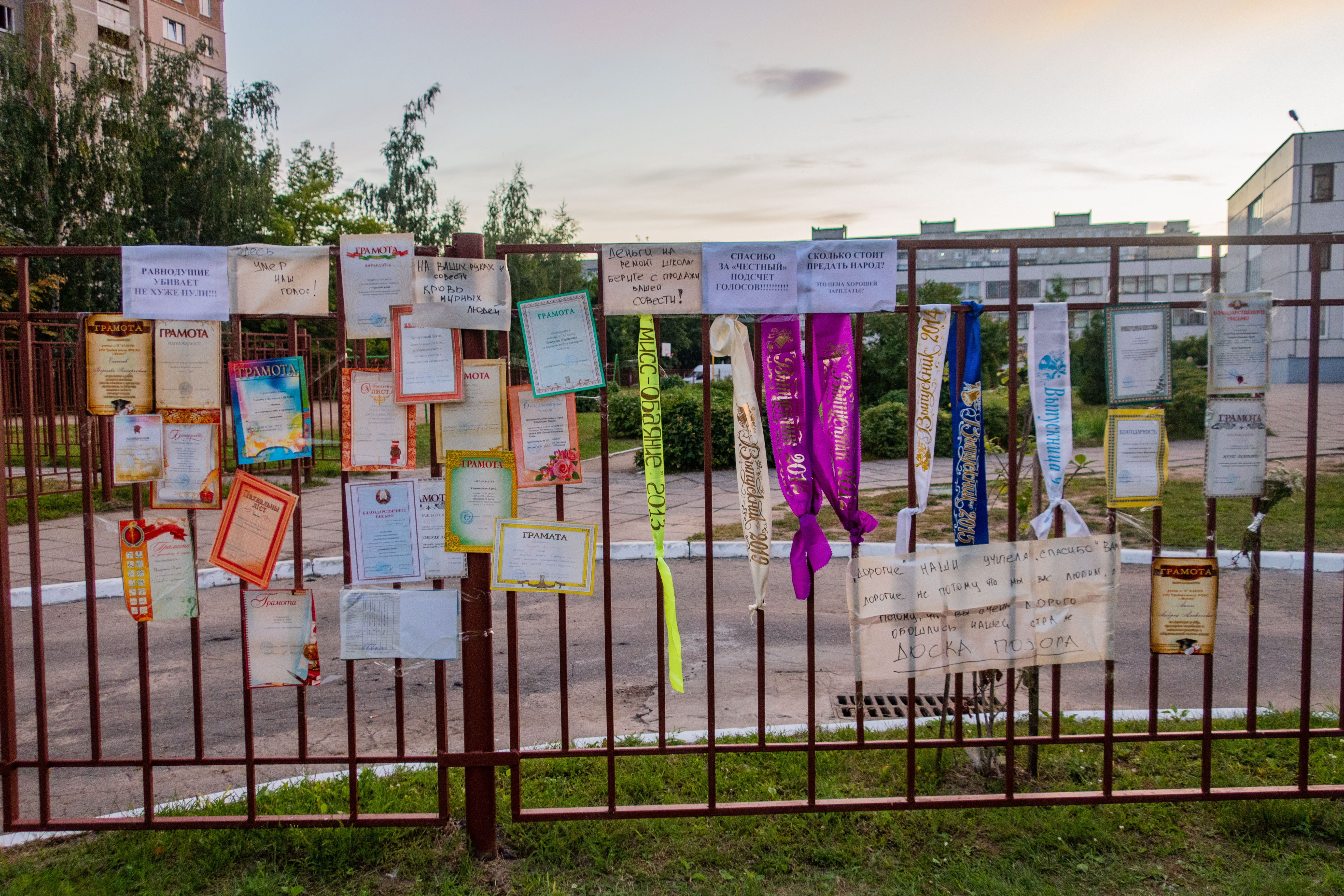
Одна из «досок позора» в Минске: выпускники и родители вывешивают на школьные заборы ленты выпускников и выданные школой грамоты в знак протеста против предполагаемых массовых фальсификаций голосов на избирательных участках в школах с участием учителей

По данным «Голоса», на участках, которые не посчитали сфабрикованными, Лукашенко набрал 52 %, а Тихановская 38 %. Однако даже такое соотношение нельзя считать достоверным, так как у голоса есть данные только с 22 % участков. На тех участках, где данные протоколов и «Голоса» совпадают, Тихановская победила с результатом 56,7 %. Лукашенко на этих же участках набрал 31,3 %.
Кандидат Светлана Тихановская заявила, что не признаёт предварительные итоги выборов и считает себя победителем прошедших выборов. По её словам, у её штаба есть данные альтернативного подсчёта голосов и её команда намеревается «доказывать все нарушения». Протоколы результатов голосования, которые вывешивались непосредственно на избирательных участках, в десятках случаев демонстрировали очень высокие результаты Тихановской: на некоторых участках она набрала в несколько раз больше голосов, чем Лукашенко, на других — сопоставимое число голосов. По словам политического журналиста Валерия Карбалевича, «протоколы и те цифры, которые озвучил ЦИК, абсолютно не коррелируют». Сообщалось, что более 80 % пользователей независимой онлайн-платформы для верификации результатов голосования поддержали Тихановскую (на данной платформе собирались фотографии бюллетеней по участкам). Украинский интернет-сайт «Новое время» опубликовал 18 августа рассказы ряда членов избирательных комиссий о том, как фальсифицировались результаты на участках. По утверждению сайта, существенно завышалось число проголосовавших досрочно, а число голосов в официальных протоколах 9 августа, вносимое лично председателями комиссий, радикально отличалось от результатов предварительных подсчётов. Членам комиссий, отказывавшимся подписывать протоколы, угрожали или исключали из состава комиссий.
К 12 августа кандидаты в президенты Светлана Тихановская, Андрей Дмитриев, Сергей Черечень и Анна Канопацкая подали жалобы в ЦИК о признании недействительными результатов выборов. 14 августа председатель ЦИК Лидия Ермошина сообщила, что все эти жалобы были отклонены, а также что с её точки зрения невозможно узнать результат на конкретном избирательном участке. После заседания она отпустила всех сотрудников и уехала сама, так как опасается за свою безопасность.
14 августа Светлана Тихановская заявила, что, согласно копиям протоколов, «там, где комиссии посчитали голоса честно, моя поддержка составила от 60 до 70 %… Белорусы больше никогда не захотят жить с прежней властью. В его победу большинство не верит».
14 августа Светлана Тихановская объявила о создании «Координационного совета» для обеспечения передачи власти в Беларуси. В совет могут войти представители гражданского общества, «уважаемые и известные белорусы, профессионалы своего дела». «Я обращаюсь к международному сообществу, европейским странам с просьбой помочь нам в организации диалога с белорусскими властями», говорится в обращении.
15 августа брестскому правозащитнику были переданы кипы заполненных бюллетеней, обгоревших по краям. Предполагается, что эти бюллетени пытались сжечь в котельной, хотя они должны храниться полгода.
Поздно вечером 15 августа официальный канал Telegram создал опрос «За кого Вы проголосовали на выборах президента Республики Беларусь?», доступный всем пользователям с белорусскими SIM-картами (продаются только по паспорту).
| Дата           | Дмитриев | Тихановская | Лукашенко | Черечень | Канопацкая | Против всех | «Я из Беларуси, но не голосовал» | «Я не из Беларуси» | Число проголосовавших, млн |
| На 19 августа  | 1 %      | 51 %        | 4 %       | 1 %      | 0 %        | 4 %         | 9 %                              | 32 %               |                            |
| На 19 сентября | 0 %      | 51 %        | 4 %       | 0 %      | 0 %        | 4 %         | 9 %                              | 32 %               | 2,3                        |
| На 19 октября  | 0 %      | 51 %        | 4 %       | 1 %      | 0 %        | 4 %         | 9 %                              | 31 %               | 2,4                        |

17 августа кандидат в президенты Беларуси Светлана Тихановская заявила о готовности стать «национальным лидером», чтобы страна «успокоилась и вошла в нормальный ритм». В тот же день во время акции протеста сотрудников Национальной академии наук Беларуси сотрудники Института социологии вывесили плакаты с заявлением о фальсификации экзитполов и с требованием огласить реальные результаты опросов.
По предварительным данным платформы «Голос», избиратели на 298 участках прислали больше фотографий бюллетеней (лицевая и оборотная стороны) с голосами за Тихановскую, чем она получила на каждом из этих участков по данным протоколов. Протоколами же на этих 298 участках была зафиксирована победа Лукашенко. Отмечается, что «Голос» не располагает всеми данными протоколов по стране: согласно статье 55 Избирательного кодекса Республики Беларусь, «Копия протокола участковой комиссии после его подписания вывешивается для всеобщего ознакомления в месте, установленном комиссией», однако сообщалось, что не все участки вывесили копии итоговых протоколов. ЦИК признал, что законодательство никак не регулирует вопрос обстоятельств времени и места вывешивания протоколов, но заявил, что факты неопубликования результатов по участкам ему не известны. При этом в ответе на многочисленные жалобы Центризбирком заявил, что протоколы результатов выборов уже вывешивались в день выборов, а «избирательное законодательство не предусматривает иного порядка ознакомления с результатами голосования на участке». В Центризбиркоме заявили, что не располагают данными о результатах выборов по отдельным участкам, поскольку в неё поступают только сводные протоколы областных и Минской городской комиссий, чьи полномочия завершились после публикации окончательных итогов. Также сообщалось о фактах вывешивания протоколов без подписей и препятствования фотографированию протоколов.
20 августа «Голос» опубликовал итоговый отчёт. Были отмечены следующие фальсификации голосов в пользу Александра Лукашенко:
- Фальсификация по меньшей мере 30 % протоколов, вывешенных на избирательных участках (число сфотографированных бюллетеней с голосом за Тихановскую в них больше, чем по данным протоколов).
- Аномально неравномерное («нереалистичное») распределение голосов за Тихановскую (22,7 % избирательных участков в сумме дали 81,1 % голосов от числа официально поданных за неё).
- Доказанная фальсификация на уровне Минской городской избирательной комиссии, сводные данные которой не совпадают даже с неполной базой данных протоколов избирательных участков, которые были доступны «Голосу» (протоколы доступных 59 % участков по городу в сумме дали 105 % голосов за Тихановскую по сравнению с официальными данными по всему Минску).
- Аномальная разница в результатах между соседними избирательными участками.

Одновременно был опубликован и отчёт независимых наблюдателей. Они зафиксировали:
- 822 случая несовпадения числа проголосовавших;
- 817 случаев недопуска аккредитованных наблюдателей;
- 563 случая ограничения прав наблюдателей;
- 240 случаев несоблюдения сроков вывешивания протокола;
- 167 случаев непрозрачного подсчёта голосов;
- 36 случаев принуждения избирателей;
- 3660 прочих нарушений.

«Голос» собрал данные протоколов 1310 избирательных участков (из 5767 участков, имевшихся в Беларуси). По Минску у «Голоса» наибольший охват — есть данные с 407 участков из 687 участков этого города, то есть с 59 % участков. Из Витебской области (750 участков) «Голос» получил данные со 112 участков, из Гомельской области (997 участков) данные были получены со 109 участков. Эти протоколы содержали информацию о голосовании 1,88 млн избирателей, из которых, по данным протоколов, 1,16 млн (61,7 %) поддержали Лукашенко, а 471 709 человек (25,1 %) проголосовали за Тихановскую.
Также на платформе «Голос» зарегистрировались 1,26 млн человек, из которых 1,05 млн человек проголосовали за Тихановскую. Факт голосования за Тихановскую путём прислания фотографии бюллетеня подтвердили 536 546 человек (это меньше официального результата Тихановской). Платформа подвела следующий итог:
Все независимые исследования подтверждают нереалистичность официальных цифр на основе прямых противоречий в протоколах и статистических аномалий. Реальные результаты исследованиями оцениваются в диапазоне от поражения Лукашенко в первом туре до необходимости второго тура. Скользкую победу Лукашенко в первом туре допустили только Ведомости.
Но и по мнению «Ведомостей», «действующий президент едва ли выиграл в первом туре».
«Ведомости» провели анализ 633 протоколов с избирательных участков, размещённых на платформе «Голос» и которые там не считаются сфальсифицированными. На основе данных этих протоколов Лукашенко мог набрать 51 % голосов, а Тихановская — 38 %. В том числе по данным 83 протоколов Минска (которые «Голос» не посчитал сфальсифицированными) Лукашенко набрал 43 %, а Тихановская — 44 % голосов.
«Ведомости» также отметили, что «Голос» потенциально не защищён от фальсификаций:
- регистрация на сайте анонимная и обладатель нескольких белорусских SIM-карт может проголосовать несколько раз;
- разработчики «Голоса» не смогли отсечь голоса несовершеннолетних, не обладавших избирательными правами.

Также «Ведомости» отметили иные недостатки:
- выборка «Голоса» недостаточно репрезентативна: вероятность того, что платформа получит протокол с участка, выше, если в районе участка выше агитационная активность белорусской оппозиции;
- авторы «Голоса» являются представителями оппозиции и имеют заинтересованность.

«Ведомости» также проанализировали данные по тем 288 участкам, где, по данным «Зубра», работали независимые наблюдатели и не было зафиксировано нарушений. По данным с этих участков результаты примерно такие же, как и у «Голоса».

## Международная реакция

### Признали
Россия
Президент России Владимир Путин поздравил Александра Лукашенко с переизбранием на должность президента.
Китай
Председатель КНР Си Цзиньпин первым поздравил Александра Лукашенко с победой на выборах.
Другие страны
Признали результаты выборов: Азербайджан, Армения, Венесуэла, Вьетнам, Казахстан, Кыргызстан, КНДР, Куба, Никарагуа, Молдова, Мьянма, Оман, Руанда, Сирия, Узбекистан, Таджикистан, Турция, Эритрея; частично признанные республики Абхазия и Южная Осетия.

### Не признали
ПА ОБСЕ
13 августа председатель Парламентской ассамблеи ОБСЕ Георгий Церетели призвал власти Беларуси прекратить репрессии и в полной мере соблюдать международные стандарты прав человека, назвав жестокость силовиков к протестующим и журналистам, а также отключение в стране интернета серьёзными нарушениями международных обязательств.
США
13 августа государственный секретарь США Майк Помпео призвал к проведению новых президентских выборов в Беларуси в присутствии международных наблюдателей.
Страны ЕС
Польша
Премьер-министр Польши Матеуш Моравецкий выступил с инициативой провести чрезвычайный саммит Европейского союза, посвящённый ситуации в Беларуси после состоявшихся президентских выборов. 14 августа Матеуш Моравецкий выступил с призывом провести повторные выборы президента.
Германия
Правительство Германии заявило, что во время голосования в Беларуси не соблюдались даже минимальные стандарты проведения демократических выборов.
Литва
В МИД Литвы заявили, что президентские выборы в Беларуси не соответствовали международным обязательствам страны и общепринятым демократическим стандартам, а также не были свободными и справедливыми.
Чехия
Премьер-министр Чехии Андрей Бабиш заявил о необходимости проведения повторных выборов в Беларуси и допуску иностранных наблюдателей.
Евросоюз
11 августа Евросоюз официально назвал выборы несвободными и несправедливыми, осудил насилие и призвал освободить всех задержанных на акциях протеста. В случае невыполнения этого требования будет начата работа над санкциями. 14 августа глава дипломатии ЕС Жозеп Боррель заявил, что ЕС не признаёт результаты выборов. 19 августа был созван экстренный саммит ЕС, на котором объявлено о непризнании главами европейских государств итогов выборов в Беларуси. 15 сентября 2020 года глава дипломатии ЕС Жозеп Боррель заявил, что Евросоюз не считает Александра Лукашенко легитимным президентом Беларуси, поскольку выборы в республике были сфальсифицированы.
Великобритания
17 августа глава МИД Великобритании Доминик Рааб отметил, что Лондон не признает официальные результаты президентских выборов в Беларуси.
Украина
15 сентября Верховная рада Украины приняла резолюцию о том, что выборы в Беларуси были сфальсифицированы и Украина присоединяется к позиции Евросоюза.

##### Официальные выступления кандидатов
- Выступление Сергея Череченя Архивная копия от 7 сентября 2020 на Wayback Machine;
- Выступление Анны Канопацкой Архивная копия от 12 августа 2020 на Wayback Machine;
- Выступление Светланы Тихановской Архивная копия от 17 августа 2020 на Wayback Machine;
- Выступление Андрея Дмитриева Архивная копия от 17 августа 2020 на Wayback Machine.

##### Другое
- Страничка на сайте ЦИК Беларуси Архивная копия от 8 августа 2020 на Wayback Machine
- Выборы Президента Республики Беларусь. 2020. Официальный сайт Архивная копия от 1 июня 2020 на Wayback Machine
- Дебаты-2020: Дмитриев – Лукашенко – Черечень на YouTube (30.07.2020)
- Платформа для наблюдателей и избирателей в Беларуси Архивная копия от 18 августа 2020 на Wayback Machine
- Онлайн-платформа «Голос» Архивная копия от 24 июля 2020 на Wayback Machine
- Исследование о результатах выборов Президента Республики Беларусь 2020 года. На основе официальных протоколов УИК и данных платформы Голос (PDF). Голос. Архивировано 30 января 2025 года.
- Kalavur, A.; Holzer, J. (2025). The 2020 Belarusian Presidential Election Campaign: Crisis Performance as a Pillar of Lukashenka's Communication Strategy. Journal of Belarusian Studies. doi:10.30965/20526512-bja10024. Дата обращения: 2025-07-11.